# 1946
| [ Edytuj tabelę ]                                                | |
| Premier Polski                                                   | - 1944 Edward Osóbka-Morawski 1947 |
| Prezydent Polski na uchodźstwie                                  | - 1939 Władysław Raczkiewicz 1947 |
| Premier rządu RP na uchodźstwie                                  | - 1944 Tomasz Arciszewski 1947 |
| Król Afganistanu                                                 | - 1933 Mohammad Zaher Szah 1973 |
| Premier Afganistanu                                              | - 1929 Mohammad Haszim Chan 1946 - 1946 Szah Mahmud Chan 1953 |
| Przywódca Albanii                                                | - 1944 Enver Hoxha 1985 |
| Premier Albanii                                                  | - 1944 Enver Hoxha 1954 |
| Współksiążęta Andory                                             | - 1943 Ramón Iglesias i Navarri 1969 - 1944 Charles de Gaulle 1946 - 1946 Félix Gouin 1946 - 1946 Georges Bidault 1946 - 1946 Vincent Auriol 1954                   |
| Król Arabii Saudyjskiej                                          | - 1932 Abd al-Aziz ibn Su’ud 1953 |
| Prezydent Argentyny                                              | - 1944 Edelmiro Farrell 1946 - 1946 płk. Juan Perón 1955 |
| Premier Australii                                                | - 1945 Ben Chifley 1949 |
| Prezydent Austrii                                                | - 1945 Karl Renner 1950 |
| Kanclerz Austrii                                                 | - 1945 Leopold Figl 1953 |
| Premier Birmy                                                    | - 1946 Aung San 1947 |
| Król Belgów                                                      | - 1934 Leopold III 1951 |
| Premier Belgii                                                   | - 1945 Achille Van Acker 1946 - 1946 Paul-Henri Spaak 1946 - 1946 Achille Van Acker 1946 - 1946 Camille Huysmans 1947                                               |
| Król Bhutanu                                                     | - 1926 Jigme Wangchuck 1952 |
| Prezydent Boliwii                                                | - 1943 Gualberto Villarroel 1946 - 1946 Néstor Guillén 1946 - 1946 Tomás Monje Gutiérrez 1947                                                                       |
| Prezydent Brazylii                                               | - 1946 Eurico Gaspar Dutra 1951 |
| Sułtan Brunei                                                    | - 1924 Ahmad Tajuddin 1950 |
| Car Bułgarii                                                     | - 1943 Symeon II 1946 |
| Przywódca Bułgarii                                               | - 1946 Georgi Dimitrow 1949 |
| Premier Bułgarii                                                 | - 1944 Kimon Georgiew 1946 - 1946 Georgi Dimitrow 1949 |
| Prezydent Chile                                                  | - 1942 Juan Antonio Ríos 1946 - 1946 Alfredo Duhalde 1946 - 1946 Vicente Merino Bielich 1946 - 1946 Juan Antonio Iribarren 1946 - 1946 Gabriel González Videla 1952 |
| Prezydent Chin                                                   | - 1943 Czang Kaj-szek 1949 |
| Prezydent Czechosłowacji                                         | - 1945 Edvard Beneš 1948 |
| Premier Czechosłowacji                                           | - 1945 Zdeněk Fierlinger 1946 - 1946 Klement Gottwald 1948 |
| Król Danii                                                       | - 1912 Chrystian X 1947 |
| Premier Danii                                                    | - 1945 Knud Kristensen 1947 |
| Dalajlama                                                        | - 1940 Tenzin Gjaco |
| Prezydent Dominikany                                             | - 1942 Rafael Trujillo 1952 |
| Władca Egiptu                                                    | - 1936 Faruk I 1952 |
| Premier Egiptu                                                   | - 1945 Mahmud Fahmi an-Nukraszi 1946 - 1946 Isma’il Sidki 1946 - 1946 Mahmud Fahmi an-Nukraszi 1948                                                                 |
| Prezydent Ekwadoru                                               | - 1944 José María Velasco Ibarra 1947 |
| Cesarz Etiopii                                                   | - 1941 Hajle Syllasje 1974 |
| Premier Etiopii                                                  | - 1942 Mekonnyn Yndalkaczeu 1957 |
| Prezydent Filipin                                                | - 1944 Sergio Osmeña 1946 - 1946 Manuel Roxas 1948 |
| Prezydent Finlandii                                              | - 1944 Carl Gustaf Mannerheim 1946 - 1946 Juho Paasikivi 1956 |
| Premier Finlandii                                                | - 1944 Juho Kusti Paasikivi 1946 - 1946 Carl Enckell (p.o.) 1946 - 1946 Mauno Pekkala 1948                                                                          |
| Premier Francji                                                  | - 1944 Charles de Gaulle 1946 - 1946 Félix Gouin 1946 - 1946 Georges Bidault 1946 - 1946 Léon Blum 1947                                                             |
| Król Grecji                                                      | - 1935 Jerzy II 1947 |
| Premier Grecji                                                   | - 1945 Temistoklis Sofulis 1946 - 1946 Panajotis Pulitsas 1946 - 1946 Konstandinos Tsaldaris 1947                                                                   |
| Prezydent Gwatemali                                              | - 1945 Juan José Arévalo Bermejo 1951 |
| Prezydent Haiti                                                  | - 1941 Élie Lescot 1946 - 1946 Franck Lavaud 1946 - 1946 Dumarsais Estimé 1950                                                                                      |
| Premier Hiszpanii                                                | - 1939 Francisco Franco 1973 |
| Król Holandii                                                    | - 1890 Wilhelmina 1948 |
| Premier Holandii                                                 | - 1945 Wim Schermerhorn 1946 - 1946 Louis Beel 1948 |
| Prezydent Hondurasu                                              | - 1933 Tiburcio Carías Andino 1949 |
| Szach Iranu                                                      | - 1941 Mohammad Reza Pahlawi 1979 |
| Premier Iranu                                                    | - 1945 Ebrahim Hakimi 1946 - 1946 Ahmad Ghawam 1947 |
| Władca Indii                                                     | - 1936 Jerzy VI 1950 |
| Prezydent Indonezji                                              | - 1945 Sukarno 1967 |
| Król Irlandii                                                    | - 1936 Jerzy VI Windsor 1949 |
| Prezydent Irlandii                                               | - 1945 Seán O’Kelly 1959 |
| Premier Irlandii                                                 | - 1932 Éamon de Valera 1948 |
| Prezydent Islandii                                               | - 1944 Sveinn Björnsson 1952 |
| Premier Islandii                                                 | - 1944 Ólafur Thors 1947 |
| Cesarz Japonii                                                   | - 1926 Hirohito 1989 |
| Premier Japonii                                                  | - 1945 Kijūrō Shidehara 1946 - 1946 Shigeru Yoshida 1947 |
| Premier Jordanii                                                 | - 1946 Ibrahim Haszim 1947 |
| Prezydent Jugosławii                                             | - 1945 Ivan Ribar 1953 |
| Premier Jugosławii                                               | - 1945 Josip Broz Tito 1963 |
| Premier Kanady                                                   | - 1935 William Lyon Mackenzie King 1948 |
| Emir Kataru                                                      | - 1913 Abd Allah ibn Kasim Al Sani 1949 |
| Prezydent Kolumbii                                               | - 1945 Alberto Lleras Camargo 1946 - 1946 Luis Mariano Ospina Pérez 1950                                                                                            |
| Patriarcha Konstantynopola                                       | - 1936 Beniamin 1946 - 1946 Maksym V 1948 |
| Prezydent Kostaryki                                              | - 1944 Teodoro Picado Michalski 1948 |
| Prezydent Kuby                                                   | - 1944 Ramón Grau San Martín 1948 |
| Premier Kuby                                                     | - 1945 Carlos Prío Socarrás 1947 |
| Król Laosu                                                       | - 1946 Sisavang Vong 1959 |
| Prezydent Libanu                                                 | - 1943 Biszara al-Churi 1952 |
| Premier Libanu                                                   | - 1945 Sami as-Sulh 1946 - 1946 Saadi Mounla 1946 - 1946 Rijad as-Sulh 1951                                                                                         |
| Prezydent Liberii                                                | - 1944 William Tubman 1971 |
| Książę Liechtensteinu                                            | - 1938 Franciszek Józef II 1989 |
| Premier Liechtensteinu                                           | - 1945 Alexander Frick 1962 |
| Premier Litwyna emigracji                                        | - 1940 Stasys Lozoraitis 1983 |
| Wielki książę Luksemburga                                        | - 1919 Szarlotta 1964 |
| Premier Luksemburga                                              | - 1937 Pierre Dupong 1953 |
| Sułtan Maroka                                                    | - 1927 Muhammad V 1953 |
| Prezydent Meksyku                                                | - 1940 Manuel Ávila Camacho 1946 - 1946 Miguel Alemán Valdés 1952                                                                                                   |
| Książę Monako                                                    | - 1922 Ludwik II 1949 |
| Minister stanu Monako                                            | - 1944 Pierre de Witasse 1948 |
| Przewodniczący Prezydium Małego Churału Państwowego Mongolii     | - 1940 Gonczigijn Bumcend 1951 |
| Premier Mongolii                                                 | - 1939 Chorlogijn Czojbalsan 1952 |
| Król Nepalu                                                      | - 1911 Tribhuvan 1950 |
| Premier Nepalu                                                   | - 1945 Padma Shumsher Jang Bahadur Rana 1948 |
| Prezydent Nikaragui                                              | - 1937 Anastasio Somoza García 1947 |
| Król Norwegii                                                    | - 1905 Haakon VII 1957 |
| Premier Norwegii                                                 | - 1945 Einar Gerhardsen 1951 |
| Premier Nowej Zelandii                                           | - 1940 Peter Fraser 1949 |
| Sułtan Omanu                                                     | - 1932 Sa’id ibn Tajmur 1970 |
| Sekretarz generalny ONZ                                          | - 1945 Gladwyn Jebb (Wielka Brytania) 1946 - 1946 Trygve Lie (Norwegia) 1952                                                                                        |
| Prezydent Panamy                                                 | - 1945 Enrique Adolfo Jiménez (p.o.) 1948 |
| Papież                                                           | - 1939 Pius XII 1958 |
| Prezydent Paragwaju                                              | - 1940 gen. Higinio Morínigo 1948 |
| Prezydent Peru                                                   | - 1945 José Luis Bustamante y Rivero 1948 |
| Premier Południowej Afryki                                       | - 1939 Jan Smuts 1948 |
| Prezydent Portugalii                                             | - 1926 António Óscar de Fragoso Carmona 1951 |
| Premier Portugalii                                               | - 1932 António de Oliveira Salazar 1968 |
| Król Rumunii                                                     | - 1940 Michał 1947 |
| Premier Rumunii                                                  | - 1945 Petru Groza 1952 |
| Prezydent Salwadoru                                              | - 1945 Salvador Castaneda Castro 1948 |
| Kapitanowie regenci San Marino                                   | - 1945 Ferruccio Martelli Secondo Fiorini 1946 - 1946 Giuseppe Forcellini Vincenzo Pedini 1946 - 1946 Filippo Martelli Luigi Montironi 1947                         |
| Sekretarz Stanu do spraw Politycznych i Zagranicznych San Marino | - 1945 Gino Giacomini 1957 |
| Prezydent Syrii                                                  | - 1943 Szukri al-Kuwatli 1949 |
| Premier Syrii                                                    | - 1945 Sad Allah al-Dżabiri 1946 - 1946 Chalid al-Azm (p.o.) 1946 - 1946 Dżamil Mardam 1948                                                                         |
| Prezydent Szwajcarii                                             | - 1946 Karl Kobelt 1946 |
| Król Szwecji                                                     | - 1907 Gustaw V 1950 |
| Premier Szwecji                                                  | - 1936 Per Albin Hansson 1946 - 1946 Tage Erlander 1969 |
| Król Tajlandii                                                   | - 1935 Ananda Mahidol 1946 - 1946 Bhumibol Adulyadej 2016 |
| Premier Tajlandii                                                | - 1945 Seni Pramoj 1946 - 1946 Khuang Aphaiwong 1946 - 1946 Pridi Banomyong 1946 - 1946 Thawan Thamrongnawasawat 1947                                               |
| Król Tonga                                                       | - 1918 Salote Tupou III 1965 |
| Premier Tonga                                                    | - 1941 Solomone Ula Ata 1949 |
| Król Transjordanii                                               | - 1946 Abd Allah 1949 |
| Prezydent Turcji                                                 | - 1938 İsmet İnönü 1950 |
| Premier Turcji                                                   | - 1942 Şükrü Saracoğlu 1946 - 1946 Recep Peker 1947 |
| Prezydent Urugwaju                                               | - 1943 Juan José de Amézaga 1947 |
| Prezydent USA                                                    | - 1945 Harry Truman 1953 |
| Prezydent Wenezueli                                              | - 1945 Rómulo Betancourt 1948 |
| Prezydent Węgier                                                 | - 1946 Zoltán Tildy 1948 |
| Premier Węgier                                                   | - 1945 Zoltán Tildy 1946 - 1946 Mátyás Rákosi 1946 - 1946 Ferenc Nagy 1947                                                                                          |
| Monarcha Wielkiej Brytanii                                       | - 1936 Jerzy VI 1952 |
| Premier Wielkiej Brytanii                                        | - 1945 Clement Richard Attlee 1951 |
| Prezydent Wietnamu Północnego                                    | - 1945 Hồ Chí Minh 1969 - 1946 Huỳnh Thúc Kháng (p.o.) 1946 |
| Premier Wietnamu Północnego                                      | - 1945 Hồ Chí Minh 1955 - 1946 Huỳnh Thúc Kháng (p.o.) 1946 |
| Prezydent Włoch                                                  | - 1946 Enrico De Nicola 1948 |
| Król Włoch                                                       | - 1900 Wiktor Emanuel III 1946 - 1946 Humbert II 1946 |
| Premier Włoch                                                    | - 1945 Alcide De Gasperi 1953 |
| Przywódca ZSRR                                                   | - 1924 Józef Stalin 1953 |
| Premier ZSRR                                                     | - 1941 Józef Stalin 1953 |

Rok 1946 / MCMXLVI
stulecia: XIX wiek ~
XX wiek ~
XXI wiek

dziesięciolecia:
1910–1919 •
1920–1929 •
1930–1939 •
1940–1949
• 1950–1959
• 1960–1969
• 1970–1979

lata: 1936 «
1941 «
1942 «
1943 «
1944 «
1945 «
1946
» 1947
» 1948
» 1949
» 1950
» 1951
» 1956

## Wydarzenia w Polsce
- 1 stycznia – jednostka LWP dokonała masakry ukraińskiej ludności Lachawy.
- 3 stycznia – Krajowa Rada Narodowa przyjęła uchwałę o nacjonalizacji przemysłu (początek likwidacji prywatnej własności).
- 5 stycznia – w Warszawie wyruszył w trasę pierwszy trolejbus.
- 7 stycznia – miał miejsce trzeci atak UPA na Birczę.
- 11 stycznia – oddział UPA zaatakował Cisną i dokonał masakry mieszkańców.
- 13 stycznia:
  - w Warszawie wznowił działalność Teatr Polski.
  - w Cieszynie powstało przedsiębiorstwo Zampol, największy w kraju producent zamków błyskawicznych.
- 13–16 stycznia – odbyły się obrady V Kongresu Stronnictwa Ludowego (prokomunistycznego).
- 18 stycznia – w Gdyni odtworzono Oficerską Szkołę Marynarki Wojennej.
- 19–22 stycznia – odbyły się obrady I Kongresu Polskiego Stronnictwa Ludowego.
- 22 stycznia – Rada Ministrów wydała dekret o utworzeniu Najwyższego Trybunału Narodowego do osądzenia zbrodniarzy nazistowskich.
- 29 stycznia:
  - otwarcie Muzeum Wojska Polskiego w Warszawie.
  - powstało przedsiębiorstwo rybołówstwa dalekomorskiego Dalmor.
- 2 lutego – oddział NZW pod dowództwem „Burego” zamordował 31 mężczyzn, wyselekcjonowanych z uwagi na wyznawanie prawosławia.
- 5 lutego – weszła w życie umowa graniczna pomiędzy Polską a ZSRR z 16 sierpnia 1945 roku; od tego dnia prawnie obowiązującą stała się cesja polskich Kresów Wschodnich na rzecz Związku Radzieckiego.
- 14 lutego:
  - rozpoczęła się akcja wysiedlania ludności niemieckiej z terytorium Polski[potrzebny przypis].
  - miał miejsce pierwszy po wojnie sumaryczny spis ludności mający na celu ustalenie zasobów ludnościowych państwa oraz ich rozmieszczenie w nowych granicach państwowych po stratach wojennych i masowych przemieszczeniach ludności.
- 14–20 lutego – z wizytą w Warszawie przebywał Josip Broz Tito.
- 18 lutego – utworzono Najwyższy Trybunał Narodowy do osądzenia zbrodniarzy nazistowskich.
- 21 lutego – utworzono Ochotniczą Rezerwę Milicji Obywatelskiej (ORMO).
- 22 lutego – Polskie Stronnictwo Ludowe odrzuciło propozycję komunistów utworzenia przez wszystkie partie polityczne wspólnego bloku wyborczego.
- 1 marca – założono klub piłkarski Promień Żary.
- 8 marca – wydano dekret, na mocy którego na własność państwa polskiego przeszły wszelkie majątki Rzeszy Niemieckiej i Wolnego Miasta Gdańska oraz ich obywateli.
- 14 marca – 5 górników zginęło w pożarze w KWK Jan Kanty w Jaworznie.
- 15 marca – powstał Komitet Porozumiewawczy Organizacji Polski Podziemnej zrzeszający przedstawicieli: SN, WiN, PPS – WRN i Stronnictwa Niezawisłości Narodowej.
- 19 marca:
  - ogłoszono 7 wyroków śmierci w procesie działaczy lubelskiego PAS.
  - wznowiono komunikację trolejbusową w Gdyni.
- 22 marca – powstał klub piłkarski Górnik Wałbrzych.
- Marzec – powstał klub piłkarski KGHM Zagłębie Lubin.
- 3 kwietnia – pierwsze polskie okręty wojenne wpłynęły do portu wojennego w Świnoujściu.
- 4 kwietnia:
  - została uchwalona ustawa o nacjonalizacji banków.
  - UPA spaliła miasta Bukowsko i Nowotaniec oraz wsie Nagórzany, Dudyńce, Pielnia, Pobiedno. Spłonęło m.in. 420 domów w Bukowsku, cały Nowotaniec, Nagórzany i Pielnia.
- 13 kwietnia – w Szczecinie podczas zlotu młodzieży „Trzymamy straż nad Odrą” harcerze skandując nazwisko Mikołajczyk, nie dopuścili do przemówienia Bieruta.
- 25 kwietnia – uruchomiono pierwsze połączenie promowe pomiędzy Gdynią a Trelleborgiem.
- 27 kwietnia – Krajowa Rada Narodowa przyjęła uchwałę o przeprowadzeniu referendum ludowego.
- 30 kwietnia – do Krakowa powróciło 26 wagonów dzieł sztuki zrabowanych w czasie wojny, m.in. Ołtarz Mariacki.
- 2 maja – MBP spaliło wieś Wąwolnica (Lubelszczyzna) z powodu wsparcia PSL przez jej mieszkańców (3 osoby zginęły).
- 3 maja:
  - w Krakowie komunistyczne władze brutalnie stłumiły demonstrację przeprowadzoną w rocznicę uchwalenia Konstytucji 3 maja (kilkaset osób, gł. studentów, zostało aresztowanych).
  - grupa żołnierzy NSZ pod dowództwem Henryka Flame demonstracyjnie zajęła Wisłę i urządziła w niej defiladę.
- 9 maja – otwarto Państwowe Muzeum Zamkowe w Pszczynie.
- 19 maja – w życie weszło zarządzenie Ministrów: Administracji Publicznej i Ziem Odzyskanych z 7 maja 1946 o przywróceniu i ustaleniu urzędowych nazw miejscowości; przykładowo tego dnia swoje obecne nazwy oficjalnie zyskały m.in. Olsztyn (wcześniej Allenstein), Elbląg (uprzednio Elbing), Ełk (poprzednio Lyck), Węgorzewo (dawniej Angerburg czy Węgobork), Giżycko (wcześniej Lötzen albo Łuczany), Mrągowo (Sensburg albo Ządźbork), Lidzbark Warmiński (nazwa niemiecka Heilsberg), Pisz (przedtem Johannisburg) czy Szczytno (dawniej Ortelsburg).
- Maj – powstał klub piłkarski Zawisza Bydgoszcz.
- 1 czerwca – wydano rozporządzenie prezesa Rady Ministrów zabraniające produkcji gatunków wędlin uznanych za luksusowe.
- 9 czerwca – uroczysta inauguracja polskiego Uniwersytetu Wrocławskiego.
- 10 czerwca – założono Wrocławskie Towarzystwo Naukowe.
- 11 czerwca – powstał Automobilklub Rzeszowski.
- 13 czerwca – wprowadzono mały kodeks karny. Dekret o „przestępstwach szczególnie niebezpiecznych w okresie odbudowy państwa” przewidywał karanie za przynależność do tajnej organizacji oraz rozpowszechnianie fałszywych wiadomości.
- zgrupowanie oddziałów Związku Zbrojnej Konspiracji pod dowództwem Franciszka Jerzego Jaskulskiego „Zagończyka” stoczyło starcie pod Zwoleniem z oddziałami Armii Czerwonej[1].
- 25 czerwca – powołano Państwowy Instytut Wydawniczy, jego redaktorem naczelnym został Aleksander Wat.
- 27 czerwca – kpt. Stanisław Sojczyński ps. Warszyc, przywódca kilkutysięcznej organizacji Konspiracyjne Wojsko Polskie, został aresztowany przez Ministerstwo Bezpieczeństwa Publicznego.
- 28 czerwca – wprowadzono podział administracyjny na 14 województw i miasta wydzielone: Łódź i Warszawę.
- 30 czerwca – odbyło się referendum ludowe, sfałszowane przez władze komunistyczne.
- 4 lipca:
  - w Kielcach miał miejsce pogrom Żydów (zamordowano 42 osoby).
  - w Gdańsku dokonano publicznej egzekucji zbrodniarzy z hitlerowskiego obozu w Stutthofie. Zostali powieszeni na oczach 150–200 tys. ludzi (źródła różnie podają).
- 5 lipca – została wprowadzona prewencyjna cenzura prasowa. Został powołany Urząd Kontroli Prasy.
- 9 lipca – Artur Greiser, w czasie II wojny światowej naczelnik Kraju Warty, został skazany na karę śmierci.
- 14 lipca – pierwszy kongres Stronnictwa Demokratycznego.
- 21 lipca – w Poznaniu miała miejsce ostatnia publiczna egzekucja w Polsce, gdzie na stokach cytadeli powieszono nazistowskiego zbrodniarza, Reichsstatthaltera Kraju Warty Artura Greisera.
- 22 lipca – po odbudowaniu ze zniszczeń wojennych w Warszawie oddano do użytku most księcia Józefa Poniatowskiego.
- 23 lipca – 5 górników zginęło w katastrofie w KWK „Ludwik” w Zabrzu.
- 1 sierpnia – ukazało się pierwsze wydanie czasopisma „Film”.
- 10 sierpnia – w Gdańsku miał miejsce strajk 2000 dokerów w porcie morskim w Gdańsku.
- 20 sierpnia – w okolicach Kłodzka przeszła trąba powietrzna niszcząc budynki w kilku wsiach.
- 21 sierpnia – 18-letnia Danuta Siedzikówna (ps. „Inka”), sanitariuszka i łączniczka 5. Wileńskiej Brygady AK, została skazana na karę śmierci przez Wojskowy Sąd Rejonowy w Gdańsku.
- 27 sierpnia – przed Najwyższym Trybunałem Narodowym stanął Amon Göth, jeden z największych zbrodniarzy hitlerowskich, w czasie wojny m.in. komendant obozu koncentracyjnego Plaszow oraz likwidator gett żydowskich w Krakowie i Tarnowie.
- 8 września – założono nową parafię rzymskokatolicką w Sieniawie.
- 10 września – napad UPA na Łodzinę, Hłomczę i Witryłów.
- 13 września – wydano dekret o wyłączeniu ze społeczeństwa polskiego osób narodowości niemieckiej.
- 19 września – podczas sztormu w okolicach Karwi zatonął holownik; zginęło 11 osób.
- 21 września – Krajowa Rada Narodowa przyjęła uchwałę o Trzyletnim Planie Odbudowy Kraju.
- 22 września – Krajowa Rada Narodowa uchwaliła ustawę – Ordynacja wyborcza do Sejmu Ustawodawczego.
- 25 września – polska administracja przejęła kontrolę nad tzw. Enklawą Policką, zajmowaną od 5 października 1945 roku przez wojska radzieckie.
- 26 września – Tymczasowy Rząd Jedności Narodowej pozbawił polskiego obywatelstwa 76 najwyższych dowódców Polskich Sił Zbrojnych na Zachodzie, którzy przystąpili do Polskiego Korpusu Przysposobienia i Rozmieszczenia, wśród nich generała Władysława Andersa.
- 28 września – na stacji Łódź Kaliska wydarzyła się katastrofa kolejowa, w której zginęło 21 osób, a ponad 40 zostało rannych.
- 29 września – rozpoczęło emisję Polskie Radio Wrocław.
- 1 października – katastrofa kolejowa na stacji Szczecin Turzyn: 7 osób zginęło, a 15 zostało rannych w wyniku zderzenia dwóch składów.
- 6 października – powstała Politechnika Krakowska.
- 20 października – w kościołach odczytano „Orędzie Episkopatu Polskiego ws. wyborów”.
- 1 listopada – Karol Wojtyła otrzymał święcenia kapłańskie.
- 2 listopada – ukazał się pierwszy numer tygodnika „Stolica”.
- 14 listopada – została odkryta Jaskinia nad Źródłem w Dolinie Będkowskiej.
- 1 grudnia – powstała Szkoła Inżynierska w Szczecinie, przekształcona później w Politechnikę Szczecińską.
- 2 grudnia – oddziały UPA wysadziły 8 mostów kolejowych na odcinku Zagórz – Szczawne.
- 3 grudnia – „mistrzostwo na gruzach Warszawy” – Polonia Warszawa pierwszym powojennym mistrzem Polski w piłce nożnej po zwycięstwie nad AKS Chorzów (3:2)
- 10 grudnia – Wojskowy Sąd Rejonowy w Warszawie wydał 6 wyroków śmierci na przywódców Narodowych Sił Zbrojnych.
- 11 grudnia – został założony klub sportowy Unia Oświęcim.
- 17 grudnia – przed Najwyższym Trybunałem Narodowym w Warszawie rozpoczął się proces czterech byłych wysokich hitlerowskich urzędników w okupowanej stolicy.
- 28 grudnia – w Szegdach popełnił samobójstwo kpt. Józef Zadzierski („Wołyniak”). Po jego śmierci dowództwo nad oddziałem przejął jego dotychczasowy zastępca, Adam Kusz („Adam”).
- Kolejny rok walk polsko-ukraińskich.
- Wydano dekret o majątkowym prawie małżeńskim oparty na projekcie Lutostańskiego z 1937 r.
- Wracają zrabowane w czasie wojny dzieła sztuki: Ołtarz Wita Stwosza, Kodeks Baltazara Behema oraz inne, w sumie zajmując 26 wagonów.

## Wydarzenia na świecie
- 3 stycznia – wprowadzono przymusowy zarząd francuski nad kopalniami w Zagłębiu Saary.
- 5 stycznia – nacjonalistyczny rząd chiński uznał niepodległość Mongolii.
- 10 stycznia:
  - w Londynie otwarto pierwsze Zgromadzenie Ogólne ONZ, uczestniczyli w nim reprezentanci 51 państw.
  - przedstawiciele dowództwa Chińskiej Armii Ludowo-Wyzwoleńczej i wojsk Kuomintangu podpisali zawieszenie broni.
  - Korpus Łączności Sił Lądowych Armii Stanów Zjednoczonych rozpoczął badanie powierzchni Księżyca przy pomocy fal radiowych (Projekt Diana).
- 11 stycznia – proklamowano Ludową Republikę Albanii.
- 17 stycznia – w Londynie po raz pierwszy zebrała się Rada Bezpieczeństwa ONZ.
- 18 stycznia:
  - premiera amerykańskiego musicalu Dziewczęta Harveya w reżyserii George’a Sidneya i Roberta Altona(inne języki).
  - w Cheshire w stanie Connecticut rozbił się lecący z Miami do Bostonu Douglas DC-3 należący do Eastern Air Lines(inne języki), w wyniku czego zginęło wszystkich 17 osób na pokładzie.
- 19 stycznia:
  - na mocy porozumienia aliantów w Tokio utworzono Międzynarodowy Trybunał dla Dalekiego Wschodu.
  - odbył się pierwszy lot amerykańskiego eksperymentalnego samolotu odrzutowego Bell X-1.
- 22 stycznia:
  - na terytorium irańskiej części Kurdystanu proklamowano niepodległość Republiki Mahabadzkiej.
  - została utworzona Centralna Grupa Wywiadu (CIG), przekształcona 26 lipca 1947 roku w Centralną Agencję Wywiadowczą (CIA).
- 24 stycznia – Zgromadzenie Ogólne Narodów Zjednoczonych opowiedziało się za utworzeniem Komisji do spraw Energii Atomowej.
- 30 stycznia – proklamowano Republikę Węgierską.
- 31 stycznia:
  - uchwalono konstytucję Jugosławii.
  - Eurico Gaspar Dutra został prezydentem Brazylii.
- 1 lutego – Trygve Lie z Norwegii został wybrany pierwszym sekretarzem generalnym ONZ.
- 4 lutego – założono albański klub piłkarski Partizani Tirana.
- 5 lutego – powstała Czundoistyczna Partia Czongu, jedna z trzech legalnych partii w Korei Północnej.
- 6 lutego – węgierski fizyk Zoltán Bay po raz pierwszy odebrał echo radarowe Księżyca, dając początek astronomii radarowej.
- 9 lutego – Józef Stalin wygłosił przemówienie, w którym zawarł słowa o izolacji wobec Zachodu. Była to zapowiedź zimnej wojny.
- 10 lutego – odbyły się wybory do Rady Najwyższej ZSRR.
- 12 lutego – operacja Deadlight: zakończono zatapianie 115 niemieckich U-Bootów w Morzu Północnym.
- 14 lutego:
  - rząd Clementa Attleego znacjonalizował Bank of England.
  - na Uniwersytecie Pensylwanii został zaprezentowany ENIAC, komputer skonstruowany w latach 1943–1945 przez Johna Prespera Eckerta i Johna Williama Mauchly’ego; do 1975 roku uważany za pierwszy komputer na świecie.
- 15 lutego – odbył się pierwszy lot samolotu pasażersko-transportowego Douglas DC-6.
- 16 lutego – Praga: rozpoczęły się rokowania w sprawie zakończenia polsko-czechosłowackiego konfliktu granicznego.
- 20 lutego – w wyniku eksplozji w kopalni węgla kamiennego w Bergkamen w niemieckim Zagłębiu Ruhry zginęło 405 górników.
- 21 lutego – w Hamburgu ukazało się pierwsze wydanie dziennika Die Zeit.
- 23 lutego – Armia Czerwona została przekształcona w Armię Radziecką.
- 24 lutego – Juan Perón wygrał wybory prezydenckie w Argentynie.
- 26 lutego – Konrad Adenauer został wybrany na stanowisko przewodniczącego CDU.
- 1 marca – Rząd Clementa Attleego znacjonalizował Bank of England.
- 2 marca:
  - Hồ Chí Minh został prezydentem Wietnamu Północnego.
  - wszedł do służby lotniskowiec USS „Kearsarge”.
- 5 marca:
  - USA: w przemówieniu w Fulton (Missouri) Winston Churchill po raz pierwszy użył określenia „żelazna kurtyna”, co przyjmuje się za początek „zimnej wojny”.
  - na kanale La Manche zatonął polski frachtowiec SS „Kielce”.
- 6 marca – Wietnam i Francja podpisały porozumienie uznające Republikę Wietnamu za państwo wolne, z własnym rządem, parlamentem i wojskiem, ale stanowiące część Federacji Indochińskiej Unii Francuskiej.
- 7 marca – odbyła się 18. ceremonia wręczenia Oscarów.
- 8–10 marca – odbył się zwołany przez władze stalinowskie tzw. pseudosobór lwowski; zniesiono unię brzeską i przyłączono Ukraińską Cerkiew Greckokatolicką do Rosyjskiego Kościoła Prawosławnego.
- 9 marca – 33 osoby zginęły, a kilkaset zostało rannych w katastrofie budowlanej na stadionie Burnden Park w angielskim Boltonie podczas meczu Bolton Wanderers F.C. – Stoke City F.C.
- 14 marca – została uchwalona konstytucja Albanii.
- 19 marca:
  - Nikołaj Szwernik został przewodniczącym Rady Najwyższej ZSRR.
  - Gujana Francuska, Gwadelupa, Martynika i Reunion otrzymały status departamentów zamorskich Francji.
- 22 marca – Wielka Brytania przyznała niepodległość Transjordanii, obecnie – Królestwo Jordanii.
- 26 marca – podpisano układ o wycofaniu wojsk radzieckich z Iranu.
- 31 marca:
  - Achille Van Acker został po raz drugi premierem Belgii.
  - koalicja rojalistyczna wygrała wybory powszechne w Grecji. Rozpoczęła się wojna domowa w Grecji.
- 1 kwietnia:
  - utworzono Związek Malajski.
  - Singapur został kolonią brytyjską.
  - po trzęsieniu ziemi na Aleutach fale tsunami zabiły 159 osób w mieście Hilo na Hawajach.
- 2 kwietnia – ukazał się pierwszy numer niemieckiego dziennika Die Welt.
- 5 kwietnia – wojska radzieckie wycofały się z Bornholmu.
- 7 kwietnia – obwód królewiecki został przyłączony do ZSRR.
- 10 kwietnia – założono marokański klub piłkarski FUS Rabat.
- 17 kwietnia – Syria ogłosiła niepodległość.
- 18 kwietnia:
  - po raz ostatni zebrała się Liga Narodów, po to, aby przekazać swą misję nowo powołanej Organizacji Narodów Zjednoczonych i rozwiązać się.
  - Konstandinos Tsaldaris został premierem Grecji.
- 21 kwietnia – w Niemczech w radzieckiej strefie utworzono prokomunistyczną partię SED (Niemiecka Socjalistyczna Partia Jedności).
- 23 kwietnia – Sisavang Vong został pierwszym królem Laosu.
- 24 kwietnia – dokonano oblotów myśliwców Jak-17 i MiG-9.
- 29 kwietnia – rozpoczął się proces japońskich zbrodniarzy wojennych w Tokio.
- 30 kwietnia – Łużycka Rada Narodowa wystosowuje petycję do polskiego rządu z prośbą o pomoc dla Serbołużyczan.
- 3 maja – Tokio: rozpoczął rozprawę Międzynarodowy Trybunał Wojskowy dla Dalekiego Wschodu.
- 5 maja – Francuzi odrzucili w referendum projekt nowej konstytucji.
- 7 maja – Masaru Ibuka i Akio Morita założyli spółkę znaną do dziś jako koncern Sony.
- 8 maja – pod Bazyleą w Szwajcarii otwarto EuroAirport.
- 9 maja – we Włoszech abdykował król Wiktor Emanuel III.
- 20 maja – w Wielkiej Brytanii znacjonalizowano kopalnie.
- 21 maja – kanadyjski fizyk i chemik Louis Slotin został śmiertelnie napromieniowany w wyniku wypadku w Los Alamos National Laboratory.
- 22 maja:
  - Saadi Mounla został premierem Libanu.
  - Shigeru Yoshida został premierem Japonii.
- 25 maja – Jordania uzyskała niepodległość (od Wielkiej Brytanii).
- 31 maja – w wyniku trzęsienia ziemi w tureckim Kurdystanie zginęło 839 osób.
- 1 czerwca – wykonano wyrok śmierci na byłym faszystowskim dyktatorze Rumunii Ionie Antonescu.
- 2 czerwca – w referendum konstytucyjnym społeczeństwo Włoch opowiedziało się za zniesieniem monarchii i ustanowieniem republiki.
- 4 czerwca – Juan Perón został prezydentem Argentyny.
- 6 czerwca:
  - ZSRR i Argentyna nawiązały stosunki dyplomatyczne.
  - założono Basketball Association of America (BAA), które w 1949 roku przemianowano na National Basketball Association (NBA).
- 8 czerwca – w Londynie odbyła się parada zwycięstwa wojsk alianckich, do której nie dopuszczono żołnierzy Polskich Sił Zbrojnych na Zachodzie.
- 9 czerwca – Bhumibol Adulyadej został królem Tajlandii.
- 12 czerwca – po tym, jak 2 czerwca w referendum konstytucyjnym społeczeństwo włoskie większością 54,3% głosów zadecydowało o zniesieniu monarchii i przyjęciu republikańskiej formy rządów, z piastowania urzędu zrezygnował król Humbert II z dynastii sabaudzkiej.
- 17 czerwca – żydowska organizacja paramilitarna Hagana zniszczyła 11 mostów łączących Palestynę z sąsiednimi krajami.
- 18 czerwca – proklamowano republikę we Włoszech.
- 29 czerwca:
  - władze Brytyjskiego Mandatu Palestyny przeprowadziły operację Agata.
  - założono peruwiański klub piłkarski León Huánuco.
- 1 sierpnia:
  - w USA utworzono Komisję Energii Atomowej.
  - założono klub piłkarski UC Sampdoria.
- 4 lipca – proklamowano Republikę Filipin. Pierwszym prezydentem został Manuel Roxas.
- 5 lipca – na pokazie letniej mody w Paryżu po raz pierwszy zaprezentowano dwuczęściowy damski kostium kąpielowy, określany później nazwą „bikini”.
- 7 lipca:
  - Frances Xavier Cabrini jako pierwsza obywatelka USA została ogłoszona świętą.
  - późniejszy amerykański prezydent Jimmy Carter ożenił się z Rosalynn Smith.
- 11 lipca – została utworzona Międzynarodowa Federacja Piłki Ręcznej (IHF).
- 15 lipca – Borneo Północne zostało kolonią brytyjską.
- 21 lipca – samolot XFD-1 Phantom (pilot ppłk James Davidson) dokonał pierwszego w historii udanego lądowania odrzutowca na lotniskowcu (USS „Franklin D. Roosevelt”).
- 22 lipca – syjonistyczne organizacje Irgun i Lechi dokonały zamachu bombowego na hotel King David w Jerozolimie, w którym mieściła się brytyjska kwatera główna. Zginęło 91 osób, 45 zostało rannych.
- 25 lipca – została przeprowadzona podwodna próba wybuchu bomby atomowej na atolu Bikini.
- 30 lipca – w Moskwie został rozwiązany Związek Patriotów Polskich.
- 1 sierpnia – w USA została utworzona Komisja Energii Atomowej.
- 4 sierpnia – trzęsienie ziemi w Dominikanie i wywołane nim fale tsunami zabiły sto osób.
- 8 sierpnia:
  - w Bułgarii zniesiono monarchię.
  - dokonano oblotu amerykańskiego bombowca Convair B-36 Peacemaker.
- 16 sierpnia – Dumarsais Estimé został prezydentem Haiti.
- 5 września – została zacieśniona współpraca między amerykańską i brytyjską strefą okupacyjną w Niemczech.
- 6 września – Sekretarz stanu Stanów Zjednoczonych James F. Byrnes w przemówieniu w Stuttgarcie zapowiedział utrzymanie obecności wojsk amerykańskich w Niemczech; uznał granicę na Odrze i Nysie Łużyckiej za tymczasową.
- 15 września:
  - proklamowano Ludową Republikę Bułgarii.
  - w Brnie sprinterka Stanisława Walasiewicz ustanowiła rekord Polski w biegu płotkarskim na 80 m wynikiem 12,2 s.
- 17 września:
  - rozpoczęła się wojna domowa w Grecji.
  - Winston Churchill przedstawił w Zurychu koncepcję integracji zachodnioeuropejskiej, opartej na współpracy francusko-niemieckiej.
- 19 września:
  - z Islandii zostały wycofane wojska amerykańskie.
  - Winston Churchill wygłosił przemówienie w Zurychu, w którym nawoływał do utworzenia „Stanów Zjednoczonych Europy”.
- 20 września – rozpoczął się pierwszy Festiwal Filmowy w Cannes.
- 30 września i 1 października – ogłoszono wyrok Międzynarodowego Trybunału Wojskowego w Norymberdze.
- 5 października – zakończył się 1. Międzynarodowy Festiwal Filmowy w Cannes.
- 7 października – uchwalono Konstytucję Japonii.
- 13 października – Francja przyjęła konstytucję IV Republiki.
- 15 października – Hermann Göring, w noc poprzedzającą wykonanie kary śmierci, popełnił w norymberskim więzieniu samobójstwo, używając kapsułki z cyjankiem potasu.
- 16 października – na podstawie wyroków zapadłych w procesach norymberskich dokonano egzekucji dziesięciu hitlerowskich zbrodniarzy wojennych.
- 22 października – incydent w Cieśninie Korfu: 44 marynarzy zginęło, a 41 zostało rannych po wpadnięciu dwóch brytyjskich statków na albańskie miny.
- 1 listopada – w pierwszym meczu w historii NBA New York Knicks pokonali Toronto Huskies 68-66.
- 3 listopada – cesarz Hirohito zatwierdził nową Konstytucję Japonii.
- 4 listopada:
  - Republikanie zwyciężyli w wyborach do Kongresu Stanów Zjednoczonych.
  - Josef Beran został nominowany na arcybiskupa Pragi.
- 10 listopada – około 1400 osób zginęło w trzęsieniu ziemi w peruwiańskim regionie Ancash.
- 13 listopada – dokonano oblotu prototypu radzieckiego odrzutowego samolotu myśliwskiego Su-9, nie wszedł on jednak do produkcji, natomiast jego oznaczenie przejął pod koniec lat 50. inny myśliwiec.
- 16 listopada – utworzenie UNESCO.
- 19 listopada:
  - od francuskiego ataku na Hajfong rozpoczęła się I wojna indochińska.
  - Afganistan, Islandia oraz Szwecja stały się członkami ONZ.
- 20 listopada:
  - na japońskiej wyspie Honsiu utworzono Park Narodowy Ise-Shima.
  - w Nowym Jorku odbyła się prapremiera baletu Cztery temperamenty z muzyką Paula Hindemitha.
- 21 listopada:
  - Georgi Dymitrow został premierem Bułgarii.
  - premiera filmu Najlepsze lata naszego życia.
- 2 grudnia:
  - utworzono Bizonię z połączenia stref okupacyjnych amerykańskiej i brytyjskiej.
  - powstała Międzynarodowa Komisja Wielorybnictwa (IWC) z siedzibą w brytyjskim Cambridge.
- 4 grudnia – w moskiewskich zakładach MZMA rozpoczęto seryjną produkcję samochodów marki Moskwicz.
- 5 grudnia – powstała Koreańska Centralna Agencja Prasowa (KCNA).
- 7 grudnia – 119 osób zginęło w pożarze hotelu Winecoff w Atlancie (Georgia).
- 9 grudnia – w Norymberdze przed Międzynarodowym Trybunałem Wojskowym rozpoczął się proces lekarzy dotyczący zbrodni popełnionych przez członków służb medycznych III Rzeszy; proces toczył się do 20 sierpnia 1947, a w uzasadnieniu wyroku Trybunał określił, jakie dokładnie warunki powinny spełniać doświadczenia wykonywane na ludziach, by uznać je za etyczne i dopuszczalne medycznie eksperymenty (tzw. kodeks norymberski).
- 11 grudnia – powstał UNICEF.
- 14 grudnia:
  - Zgromadzenie Ogólne ONZ obrało za swą siedzibę Nowy Jork.
  - Rijad as-Sulh po raz drugi został premierem Libanu.
- 16 grudnia – Léon Blum został przewodniczącym tymczasowego rządu francuskiego.
- 19 grudnia – rozpoczęła się I wojna indochińska.
- 20 grudnia:
  - premiera filmu To wspaniałe życie, który przez Amerykański Instytut Filmowy został umieszczony na liście 100 najlepszych amerykańskich filmów oraz zajął pierwsze miejsce na liście najbardziej inspirujących, znalazł się także na watykańskiej liście 45 filmów fabularnych o szczególnych walorach.
  - trzęsienie ziemi i wywołane nim tsunami zabiło na japońskich wyspach Honsiu i Kiusiu 1362 osób, około 2600 zostało rannych, a 100 uznano za zaginione.
- 22 grudnia – rozpoczęła się tzw. konferencja hawańska z udziałem najważniejszych bossów amerykańskiego świata przestępczego (tzw. Syndykatu).
- 25 grudnia – uruchomiono pierwszy radziecki i europejski reaktor jądrowy F-1.
- 26 grudnia – otwarto Hotel Flamingo, pierwsze luksusowe kasyno w Las Vegas wybudowane przez mafijny Syndykat pod kierownictwem Bugsy’ego Siegela.
- 31 grudnia:
  - Harry Truman ogłosił zakończenie amerykańskich działań wojennych podczas II wojny światowej.
  - ostatni żołnierze francuscy opuścili Liban.
  - premiera filmu Pojedynek w słońcu.

## Urodzili się
- 1 stycznia:
  - Milena Canonero, włoska projektantka kostiumów
  - Jan Kozłowski, polski polityk i samorządowiec
  - Janusz Mrowiec, polski politolog
  - Rivelino, brazylijski piłkarz
  - Jan Ząbik, polski żużlowiec
  - Alina Oksza-Orzechowska, polska malarka, członek ZPAP
- 2 stycznia:
  - Kim Ch’ang Sŏp, północnokoreański polityk (zm. 2020)
  - Andrzej de Lazari, polski literaturoznawca
- 3 stycznia:
  - Antoine Audo, syryjski duchowny chaldejski, eparcha Aleppo
  - Terry Deary, brytyjski pisarz
  - John Paul Jones, brytyjski producent, aranżer i multiinstrumentalista
  - Tadeusz Kondrusiewicz, białoruski biskup katolicki
  - Krzysztof Mordziński, polski inżynier mechanik
  - Victoria Principal, amerykańska aktorka
  - Jan Szymczak, polski historyk
- 4 stycznia:
  - Marek Borowski, polski polityk, marszałek Sejmu
  - Daniela Jaworska, polska lekkoatletka
  - Jerzy Skrzypczyk, polski muzyk zespołu Czerwone Gitary
  - Henryk Tomasik, Polski duchowny katolicki, biskup ordynariusz radomski
- 5 stycznia:
  - Janusz Laskowski, polski piosenkarz, kompozytor i gitarzysta
  - Zbigniew Lech, polski polityk, rolnik, poseł na Sejm X i I kadencji
  - Wojciech Mały, polski elektronik (zm. 2021)
  - Diane Keaton, amerykańska aktorka
  - Adnan Mansur, libański dyplomata i polityk
  - Jewgienij Popow, rosyjski pisarz
  - Jacek Różański, polski aktor i piosenkarz
  - Mario Zenari, włoski duchowny katolicki, kardynał
- 6 stycznia:
  - Syd Barrett, brytyjski muzyk rockowy (zm. 2006)
  - Lilla Kulka, polska artystka, twórczyni tkaniny artystycznej, profesor zwyczajny
  - Eulalia Rolińska, polska strzelczyni sportowa
- 7 stycznia:
  - Agnieszka Duczmal, polska dyrygentka
  - Sławomir Słoma, polski duchowny katolicki
  - Anna-Clara Tidholm, szwedzka ilustratorka i autorka książek
  - Mike Wilds, brytyjski kierowca wyścigowy
- 8 stycznia:
  - Robby Krieger, amerykański muzyk, gitarzysta zespołu The Doors
  - Michał Śliwa, polski politolog i historyk
- 9 stycznia:
  - Tadeusz Janczenko, polski lekkoatleta
  - Mogens Lykketoft, duński polityk
- 10 stycznia:
  - Robert Gadocha, polski piłkarz
  - Sławomir Morawski, polski polityk, wojewoda ciechanowski, starosta powiatu ciechanowskiego
  - Sławomira Żerańska-Kominek, polska muzykolog
- 11 stycznia:
  - Jean-Yves Lechevallier, francuski malarz, rzeźbiarz
  - Ryszard Poznakowski, polski muzyk, kompozytor i aranżer (zm. 2024)
  - John Piper, amerykański kaznodzieja protestancki
  - Ludmyła Poradnyk, ukraińska piłkarka ręczna
- 12 stycznia – Ryszard Szurkowski, kolarz i trener kolarstwa (zm. 2021)
- 13 stycznia:
  - Edmund Klich, polski pułkownik, pilot Wojska Polskiego, były szef Państwowej Komisji Badania Wypadków Lotniczych
  - Józef Szymczak, polski matematyk
  - Bogdan Trochanowski, polski wiolonczelista, kompozytor (zm. 2009)
- 14 stycznia – Ron Keeble, brytyjski kolarz
- 15 stycznia:
  - Alaksandr Hierasimienka, białoruski polityk, dyplomata (zm. 2017)
  - Joseph Kalichstein, amerykański pianista i pedagog (zm. 2022)
- 16 stycznia:
  - Kabir Bedi, hinduski aktor
  - Michael Coats, amerykański astronauta
  - Graham Masterton, brytyjski pisarz
- 17 stycznia:
  - Lidija Ałfiejewa, ukraińska lekkoatletka, skoczkini w dal (zm. 2022)
  - Henryk Antosiak, polski działacz państwowy, wojewoda sieradzki, wiceminister
  - Kazimierz Przybysz, polski historyk, politolog
- 18 stycznia:
  - Anna Biedrzycka-Sheppard, polska kostiumolog
  - Joseph Deiss, szwajcarski polityk
  - Jan Lityński, polski polityk (zm. 2021)
  - Helena Łuczywo, polska dziennikarka
  - Adolfo Nef, chilijski piłkarz, bramkarz
  - Nguyễn Sinh Hùng, wietnamski polityk
- 19 stycznia:
  - Julian Barnes, brytyjski pisarz
  - Kim Henkel, amerykański reżyser, scenarzysta i producent filmowy
  - Giennadij Kuźmin, ukraiński szachista (zm. 2020)
  - Dolly Parton, amerykańska piosenkarka country, aktorka
  - Mauri Röppänen, fiński biathlonista
- 20 stycznia:
  - David Lynch, amerykański reżyser, producent i scenarzysta filmowy oraz muzyk (zm. 2025)
  - Valdo Spini, włoski pisarz, publicysta, polityk
- 21 stycznia:
  - Dariusz Górecki, polski prawnik, polityk, senator RP
  - Christina Maslach, emerytowana profesor psychologii Uniwersytetu Kalifornijskiego
  - Miguel Reina, hiszpański piłkarz, bramkarz
- 23 stycznia:
  - Arnoldo Alemán, nikaraguański polityk, Prezydent Nikaragui
  - Fernande Bochatay, szwajcarska narciarka
  - Michał Kleiber, polski naukowiec, były minister nauki
- 24 stycznia:
  - Jerzy Kronhold, polski poeta, reżyser teatralny, dyplomata (zm. 2022)
  - Menachem Magidor, izraelski matematyk
  - Michael Ontkean, kanadyjski aktor
- 25 stycznia:
  - Géza Bereményi, węgierski reżyser i scenarzysta filmowy i teatralny
  - Paul Cremona, maltański duchowny rzymskokatolicki, dominikanin, arcybiskup Malty w latach 2006–2014 (zm. 2025)
  - Wiaczesław Dobrynin, piosenkarz i kompozytor rosyjski pochodzenia ormiańskiego (zm. 2024)
- 26 stycznia:
  - Michel Delpech, francuski piosenkarz (zm. 2016)
  - Leon Drobnik, polski anestezjolog
  - Christopher Hampton, brytyjski dramaturg, scenarzysta i reżyser filmowy
  - Gene Siskel, amerykański krytyk filmowy (zm. 1999)
  - Asztrik Várszegi, węgierski duchowny katolicki
- 27 stycznia:
  - Andrija Hebrang, chorwacki polityk
  - Lech Raczak, polski reżyser teatralny (zm. 2020)
- 28 stycznia:
  - Leszek Jung, polski informatyk
  - Thomas Mann, niemiecki polityk
- 30 stycznia:
  - Paul Alexander, amerykański prawnik (zm. 2024)
  - Ottorino Assolari, włoski duchowny katolicki, biskup Serrinha
  - Andrzej Kosmala, polski dziennikarz, autor tekstów piosenek i producent muzyczny
  - Christophe Pierre, francuski biskup, dyplomata watykański
- 31 stycznia:
  - Kazimierz Hajda, polski polityk, poseł na Sejm RP, burmistrz Jordanowa (zm. 2024)
  - Juan José Millás, hiszpański pisarz, dziennikarz
  - Leszek Polony, polski muzykolog
  - Dutch Ruppersberger, amerykański polityk, kongresmen ze stanu Maryland
- 1 lutego:
  - Tamara Garkuszyna, rosyjska kolarka szosowa i torowa
  - José Pesarrodona, hiszpański kolarz szosowy
- 2 lutego:
  - Isajas Afewerki, pierwszy prezydent niepodległej Erytrei
  - Blake Clark, amerykański aktor
  - Alpha Oumar Konaré, polityk malijski
- 3 lutego:
  - Takako Iida, japońska siatkarka
  - Franjo Komarica, bośniacki duchowny katolicki, biskup Banja Luki
  - Žarko Potočnjak, chorwacki aktor (zm. 2021)
  - Peter Zajac, słowacki literaturoznawca, publicysta, polityk
- 4 lutego:
  - Esteban Escudero Torres, hiszpański duchowny katolicki, biskup pomocniczy Walencji (zm. 2025)
  - Salomón Lerner Ghitis, peruwiański polityk, premier Peru
  - Maciej Niesiołowski, polski wiolonczelista, dyrygent
  - Pietro Santoro, włoski duchowny katolicki, biskup Avezzano
  - Paul Van Nevel, belgijski dyrygent, muzykolog, historyk sztuki
  - Tadeusz Witkowski, polski historyk literatury
- 5 lutego:
  - Felipe Estévez, amerykański duchowny katolicki pochodzenia kubańskiego, biskup Saint Augustine
  - Charlotte Rampling, brytyjska aktorka, modelka
- 6 lutego:
  - Józef Borzyszkowski, polski historyk, polityk, senator RP
  - Wołodymyr Dudarenko, ukraiński piłkarz, trener (zm. 2017)
- 7 lutego:
  - Héctor Babenco, brazylijski reżyser, scenarzysta, producent oraz aktor (zm. 2016)
  - Krzysztof Machowski, polski aktor
  - John LeVoir, amerykański duchowny katolicki
  - Pete Postlethwaite, angielski aktor (zm. 2011)
- 8 lutego:
  - Carol Corbu, rumuński lekkoatleta, trójskoczek
  - Bogdan Derwich, polski polityk, poseł na Sejm X i IV kadencji (zm. 2024)
  - Roman Gerczak, polski piosenkarz
  - Józef Musielok, polski fizyk
  - Jan Ryś, polski samorządowiec, wojewoda sieradzki, starosta pajęczański
- 9 lutego – Jim Webb, amerykański pisarz, polityk, senator ze stanu Wirginia
- 10 lutego:
  - Mouldi Kefi, tunezyjski polityk, dyplomata
  - Krystyna Łybacka, polska polityk (zm. 2020)
  - Mary Meyers, amerykańska łyżwiarka szybka
  - Mirosław Sawicki, polski urzędnik państwowy (zm. 2016)
- 11 lutego – Knut Vollebæk, norweski filolog, politolog, dyplomata i polityk
- 12 lutego:
  - Harald Irmscher, niemiecki piłkarz
  - Jean-Eyeghe Ndong, gaboński polityk, premier Gabonu
  - Ajda Pekkan, turecka piosenkarka
  - Chris Stevens, australijski wioślarz
- 13 lutego:
  - Richard Blumenthal, amerykański polityk, senator ze stanu Connecticut
  - Artur Jorge, portugalski piłkarz (zm. 2024)
  - Wazgen Manukian, ormiański fizyk, matematyk, polityk, premier Armenii
  - Zbigniew Popek, polski kontradmirał
- 14 lutego:
  - Jan Decleir, belgijski aktor
  - Krzysztof Gordon, polski aktor
  - Piotr Kaczkowski, polski dziennikarz radiowy i prezenter muzyczny
- 15 lutego:
  - Yves Cochet, francuski polityk
  - Matthieu Ricard, francuski biochemik, pisarz i fotografik
  - Esko Seppänen, fiński polityk
  - Clare Short, brytyjska polityk
  - Joaquín Sucunza, argentyński duchowny katolicki, biskup pomocniczy Buenos Aires
  - John Trudell, amerykański działacz polityczny, poeta, pisarz, muzyk i aktor (zm. 2015)
- 16 lutego:
  - Marek Krawczyk, polski lekarz
  - Ian Lavender, brytyjski aktor (zm. 2024)
  - Ołeksandr Szaparenko, ukraiński kajakarz
- 17 lutego:
  - André Dussollier, francuski aktor
  - Maciej Englert, polski aktor i reżyser
  - Shahrnush Parsipur, perska prozaiczka
  - Valdomiro, brazylijski piłkarz
- 18 lutego:
  - Nadzieja Artymowicz, polska poetka literatury białoruskojęzycznej (zm. 2023)
  - Jean-Claude Dreyfus, francuski aktor
  - Abd al-Kadir Badżammal, jemeński polityk, premier Jemenu (zm. 2020)
- 19 lutego:
  - Hiroshi Fujioka, japoński aktor, kaskader
  - Nalini Malani, indyjska artystka
  - Ali Mamluk, syryjski wojskowy
  - Luis Puenzo, argentyński reżyser i scenarzysta filmowy
- 20 lutego:
  - Brenda Blethyn, brytyjska aktorka
  - Riccardo Cocciante, włoski piosenkarz i kompozytor,
  - Józef Gryszka, polski polityk, poseł na Sejm RP
  - Helena Hrapkiewicz, polska psycholożka, nauczycielka akademicka[2]
  - Władimir Martynow, radziecki i rosyjski kompozytor
  - Douglas Russell, amerykański pływak
- 21 lutego:
  - Tyne Daly, amerykańska aktorka
  - Anthony Daniels, angielski aktor
  - Władysław Duczko, polski archeolog (zm. 2025)
  - Eugeniusz Pędzisz, polski strzelec sportowy, trener
  - Alan Rickman, brytyjski aktor (zm. 2016)
- 22 lutego:
  - Cristina Alberdi, hiszpańska polityk i prawniczka (zm. 2024)
  - Éric Aumonier, francuski duchowny katolicki
  - Wiktor Kazancew, radziecki i rosyjski generał (zm. 2021)
  - František Lipka, słowacki poeta, tłumacz
  - Stanisław Masternak, polski polityk, samorządowiec, poseł na Sejm II i III kadencji, starosta powiatu sandomierskiego (zm. 2022)
  - Dan Millman, amerykański gimnastyk, trener
- 23 lutego:
  - Alberto Colombo, włoski kierowca wyścigowy
  - Krzysztof Luks, polski nauczyciel akademicki, profesor, ekonomista, poseł na Sejm II kadencji
  - Elżbieta Witkowska-Zaremba, polska muzykolog i filolog klasyczna
- 24 lutego:
  - Elmer Acevedo, salwadorski piłkarz (zm. 2017)
  - Jiří Bělohlávek, czeski dyrygent (zm. 2017)
  - Anna Cembronowicz, polska koszykarka (zm. 2021)
  - Ratomir Dujković, serbski piłkarz, trener
  - Sergio Gori, włoski piłkarz (zm. 2023)
  - Grigorij Margulis, rosyjski matematyk
  - Michael Radford, brytyjski reżyser i scenarzysta filmowy
  - Roni Szuruk, izraelski piłkarz
  - Don Siegelman, amerykański polityk, gubernator stanu Alabama
- 25 lutego:
  - Anders Besseberg, norweski działacz sportowy
  - Henryk Górecki, polski chemik
  - Sławomir Kowalewski, polski piosenkarz, gitarzysta i kompozytor
  - Franz Xaver Kroetz, niemiecki aktor, scenarzysta i reżyser teatralny
  - Tadeusz Marczak, polski historyk, publicysta, nauczyciel akademicki, polityk
  - Stanisław Piosik, polski polityk
  - Jean Todt, francuski kierowca rajdowy
- 26 lutego:
  - Colin Bell, angielski piłkarz (zm. 2021)
  - Roman Jakóbczak, polski piłkarz
  - Robert Le Gall, francuski duchowny katolicki, arcybiskup Tuluzy
  - Zbigniew Nęcki, polski psycholog społeczny
  - Józef Orzeł, polski polityk, filozof, poseł na Sejm I kadencji
  - Stanisław Owsiak, polski ekonomista
  - Ahmed Zewail, amerykański chemik pochodzenia egipskiego, laureat Nagrody Nobla (zm. 2016)
- 27 lutego – Kazimierz Z. Poznański, polski ekonomista
- 28 lutego:
  - Philip Bailhache, prawnik, baliw wyspy Jersey od 1995 do 2009
  - Wanda Kustrzeba, polska polityk, nauczyciel, senator RP
  - Steve Martini, amerykański pisarz
  - Hiroshi Ochiai, japoński piłkarz
  - Leszek Szaruga, polski poeta (zm. 2024)
- 1 marca:
  - Jim Crace, brytyjski pisarz
  - Jan Kodeš, tenisista czechosłowacki
  - Maria Oleksy, polska politolog i działaczka społeczna
  - Lana Wood, amerykańska aktorka
- 2 marca:
  - Tadeusz Gadzina, polski skrzypek
  - Bo Wirebrand, szwedzki żużlowiec
- 3 marca:
  - James Adamson, amerykański astronauta
  - Kulis Apostolidis, grecki piłkarz
  - Charles Asati, kenijski lekkoatleta, sprinter
  - Błażej Krupa, polski kierowca i pilot rajdowy
  - Anna Piaścik, polska spadochroniarka
  - Błażej Wierzbowski, polski prawnik, sędzia Trybunału Konstytucyjnego
- 4 marca:
  - Diane Broeckhoven, flamandzka pisarka, dziennikarka
  - Richard Grecco, kanadyjski duchowny katolicki, biskup Charlottetown
  - Dadá Maravilha, brazylijski piłkarz
  - Ryszarda Rurka, polska wszechstronna lekkoatletka (zm. 2019)
  - Jean-Claude Schmitt, francuski historyk
- 5 marca:
  - Murray Head, brytyjski aktor i piosenkarz
  - Adam Tański, polski polityk i ekonomista
  - Wołodymyr Tukmakow, ukraiński szachista, trener
- 6 marca:
  - Zbigniew Bielski, polski aktor (zm. 1998)
  - Catharine Garmany, amerykańska astronom
  - David Gilmour, brytyjski muzyk rockowy (Pink Floyd)
  - Martin Kove, amerykański aktor
  - Jan Wieczorkowski, polski samorządowiec
- 7 marca:
  - Gerald Almeida, indyjski duchowny katolicki, biskup Jabalpur
  - Wera Dejanowa, bułgarska literatka i tłumaczka literatury polskiej
  - Daniel Goleman, amerykański psycholog i publicysta naukowy
  - John Heard, amerykański aktor (zm. 2017)
  - Okko Kamu, fiński dyrygent
  - Zsuzsa Koncz, węgierska piosenkarka
  - Peter Wolf, amerykański muzyk rockowy
- 8 marca:
  - Jasna Diklić, bośniacka aktorka
  - Walentina Ewert, ukraińska lekkoatletka, oszczepniczka
  - Randy Meisner, amerykański gitarzysta, piosenkarz i kompozytor (zm. 2023)
  - Grzegorz Żemek, polski ekonomista, działacz gospodarczy
- 9 marca:
  - Alexandra Bastedo, brytyjska aktorka (zm. 2014)
  - Bernd Hölzenbein, niemiecki piłkarz (zm. 2024)
  - Piet de Wit, holenderski kolarz
- 10 marca:
  - Ryszard Forbrich, polski działacz piłkarski
  - Hiroshi Fushida, japoński kierowca wyścigowy
  - Jonas Kindurys, litewski architekt, dyplomata
  - Julia Lebel-Arias, argentyńska szachistka
- 11 marca – Namik Dokle, albański dziennikarz, polityk
- 12 marca:
  - Dean Cundey, amerykański operator filmowy
  - Ricky King, niemiecki gitarzysta
  - Liza Minnelli, amerykańska piosenkarka i aktorka
  - Amadeo Rodríguez Magro, hiszpański duchowny katolicki, biskup Jaén
  - Frank Welker, amerykański aktor głosowy
- 13 marca:
  - Yann Arthus-Bertrand, francuski fotograf, dziennikarz, reporter i obrońca przyrody
  - Marek Bojarski, polski prawnik
  - Stefan Grozdanow, bułgarski piłkarz, trener
  - Zbigniew Katner, polski pięcioboista nowoczesny, trener
  - Giulio Mencuccini, włoski duchowny katolicki, misjonarz, biskup Sanggau
  - Tolib Szahidi, tadżycki muzyk, kompozytor
- 14 marca:
  - Zygmunt Anczok, polski piłkarz
  - José Guilherme Baldocchi, brazylijski piłkarz
  - Andrzej Gotowt, polski żeglarz sportowy, trener
  - Andrzej Kasprzak, polski koszykarz (zm. 2023)
  - Nina Terentiew, polska dziennikarka TVP
  - Wes Unseld, amerykański koszykarz (zm. 2020)
- 15 marca:
  - John Dempsey, irlandzki piłkarz (zm. 2024)
  - Marie-Hélène Gillig, francuska prawnik, działaczka samorządowa, polityk, eurodeputowana
  - Ryszard Mach, polski polityk
- 16 marca:
  - Michael McCreadie, szkocki sportowiec
  - Guesch Patti, francuska piosenkarka
- 17 marca:
  - Andrzej Józef Koss, polski konserwator zabytków
  - Lindsay Owen-Jones, brytyjski kierowca wyścigowy, przedsiębiorca
  - Ewa Pokas, polska aktorka
  - Waldemar Ratajczak, polski geograf
- 18 marca:
  - Władysław Dynak, polski filolog
  - Michel Leclère, francuski kierowca wyścigowy
  - Anatole Milandou, południowoafrykański duchowny katolicki
- 19 marca:
  - Beno Budar, górnołużycki pisarz, tłumacz i publicysta (zm. 2023)
  - Ognjan Gerdżikow, bułgarski polityk
  - Mirosław Handke, polski profesor nauk chemicznych (zm. 2021)
  - Jack Schaeffer, amerykański muzyk jazzowy i producent
- 20 marca:
  - Klaus Ackermann, niemiecki piłkarz
  - Józef Burniewicz, polski rysownik
  - Katarzyna Chałasińska-Macukow, polska uczona
  - Czesław Piątas, polski wojskowy
- 21 marca:
  - Józef Bąk, polski przedsiębiorca, spółdzielca i polityk, poseł na Sejm X i I kadencji
  - Timothy Dalton, brytyjski aktor
  - Ray Dorset(inne języki), brytyjski wokalista, gitarzysta, członek zespołu Mungo Jerry
  - Kenneth McDuff, amerykański seryjny morderca (zm. 1998)
  - Joseph Mitsuaki Takami, japoński duchowny katolicki, arcybiskup metropolita Nagasaki
- 22 marca:
  - José Luiz Carbone, brazylijski piłkarz, trener (zm. 2020)
  - Don Chaney, amerykański koszykarz
  - Marek Dyżewski, polski pianista, animator życia muzycznego, wykładowca akademicki
  - Andrzej Jamiołkowski, polski fizyk
  - Gert Nygårdshaug, norweski prozaik, poeta
  - Rudy Rucker, amerykański pisarz science fiction, matematyk, informatyk
  - Jan Smejkal, czeski szachista
  - Harry Vanda, holenderski i australijski wokalista
- 23 marca:
  - Verner Blaudzun, duński kolarz szosowy
  - Pepe Lienhard, szwajcarski piosenkarz
  - Jacek Mikuła, polski pianista, kompozytor, aranżer
  - Jan B. Poulsen, duński piłkarz, trener
  - Barbara Rhoades, amerykańska aktorka
  - Jerzy Synowiec, polski ekonomista i polityk, poseł na Sejm I kadencji
  - Gianfranco Todisco, włoski duchowny katolicki, biskup Melfi-Rapolla-Venosa
- 24 marca:
  - Jean-Daniel Raulet, francuski kierowca wyścigowy
  - Andrzej Titkow, polski scenarzysta, reżyser, producent filmów dokumentalnych i fabularnych
- 25 marca:
  - Daniel Bensaïd, francuski filozof, polityk, trockista (zm. 2010)
  - Robin Hahnel, amerykański ekonomista
  - Maurice Krafft, francuski wulkanolog (zm. 1991)
  - Julio Parrilla Díaz, hiszpański duchowny katolicki, biskup diecezjalny Riobamby
  - Hans Pirkner, austriacki piłkarz (zm. 2025)
  - Gerard John Schaefer, amerykański seryjny morderca (zm. 1995)
- 26 marca:
  - Wiesław Caban, polski historyk
  - Alain Madelin, francuski polityk
  - Monika Niemczyk, polska aktorka
  - Ludmiła Titowa, rosyjska łyżwiarka szybka
  - Ravi Zacharias, kanadyjsko-amerykański apologeta chrześcijański (zm. 2020)
- 27 marca:
  - Andy Bown, brytyjski muzyk
  - Andrea Giordana, włoski aktor
- 28 marca:
  - Henry Paulson, amerykański polityk, ekonomista
  - Alejandro Toledo, peruwiański polityk, prezydent Peru
- 29 marca:
  - Piotr Müldner-Nieckowski, polski pisarz, lekarz, językoznawca (frazeolog, leksykograf)
  - Robert J. Shiller, amerykański ekonomista, laureat Nagrody Nobla
  - Krystyna Turowska, polska biegaczka narciarska
  - Bruce Weber, amerykański fotograf mody, filmowiec
- 30 marca:
  - Dori Ghezzi, włoska piosenkarka
  - Tony Hurt, nowozelandzki wioślarz
  - Barbara Hyla-Makowska, polska polityk, posłanka na Sejm RP (zm. 2022)
  - Arsienij Roginski, rosyjski historyk, polityk (zm. 2017)
- 31 marca:
  - Elżbieta Jaworowicz, dziennikarka TVP
  - Fiorello Provera, włoski lekarz, polityk
  - Klaus Wolfermann, niemiecki lekkoatleta (zm. 2024)
- 1 kwietnia:
  - Iván Faragó, węgierski szachista (zm. 2022)
  - Janusz Jurek, polski pedagog, polityk, poseł na Sejm II kadencji
  - Nikitas Kaklamanis, grecki lekarz, polityk
  - Andrzej Łupina, polski działacz państwowy i dyplomata
  - Arrigo Sacchi, włoski piłkarz, trener
- 2 kwietnia:
  - Barbara de Ankerburg-Wagner, polska prawnik, sędzia Sądu Najwyższego
  - Lajos Koltai, węgierski operator i reżyser filmowy
- 3 kwietnia:
  - Marisa Paredes, hiszpańska aktorka (zm. 2024)
  - Hanna Suchocka, polska polityk, premier Polski
- 4 kwietnia:
  - Jerzy Banak, polski ksiądz rzymskokatolicki, prałat, biblista
  - George Frendo, maltański duchowny katolicki
  - Dave Hill, angielski muzyk rockowy
  - György Spiró, węgierski prozaik, dramatopisarz, eseista i tłumacz
  - Halina Wyrodek, polska aktorka (zm. 2008)
- 5 kwietnia:
  - Sachiko Fukunaka, japońska siatkarka
  - Wojciech Gryniewicz, polski rzeźbiarz
  - Georgi Myrkow, bułgarski zapaśnik
- 6 kwietnia:
  - Wolfgang Ischinger, niemiecki prawnik
  - Tadeusz Sytek, polski rolnik, polityk, poseł na Sejm RP
  - Wiesław Theiss, polski pedagog
- 7 kwietnia:
  - Robert Metcalfe, amerykański informatyk, przedsiębiorca
  - Dimitrij Rupel, słoweński socjolog, pisarz, dyplomata, polityk
  - Radosław Sieradzki, polski nauczyciel, inżynier i samorządowiec
- 8 kwietnia:
  - Al Gromer Khan, indyjsko-niemiecki sitarzysta
  - Stuart Pankin, amerykański aktor
  - Tim Thomerson, amerykański aktor, producent filmowy
  - Yu Myung-hwan, południowokoreański polityk, dyplomata
- 9 kwietnia:
  - Antoni Bielewicz, polski socjolog, poseł na Sejm I kadencji
  - Carlos Cavagnaro, argentyński trener piłkarski
  - Manuel José, portugalski trener piłkarski
  - David Webb, angielski piłkarz, trener
- 10 kwietnia:
  - Stojan Apostołow, bułgarski zapaśnik
  - Caterina Caselli, włoska piosenkarka, producentka muzyczna
  - Maja Wodecka, polska aktorka i tłumaczka
- 11 kwietnia – Aleksandr Lebiediew, rosyjski lekkoatleta, sprinter
- 12 kwietnia:
  - Ed O’Neill, amerykański aktor
  - George Robertson, szkocki polityk
- 13 kwietnia:
  - Orlando Brandes, brazylijski duchowny katolicki, arcybiskup Londriny
  - Al Green, amerykański piosenkarz
  - Walerij Sołdatenko, ukraiński historyk
- 14 kwietnia:
  - Dariusz Baliszewski, polski dziennikarz, publicysta (zm. 2020)
  - Jean-Jacques Dordain, francuski inżynier
- 15 kwietnia:
  - Fernando Filoni, włoski duchowny katolicki, kardynał
  - Hanna Kowal, polska lekkoatletka, sprinterka
  - Willi Neuberger, niemiecki piłkarz
  - Michael Tucci, amerykański aktor
- 16 kwietnia – Maciej Wojtyszko, polski reżyser i pisarz
- 17 kwietnia:
  - Edmund Borawski, polski przedsiębiorca, polityk, poseł na Sejm RP
  - Jesús Murgui Soriano, hiszpański duchowny katolicki, biskup Majorki
- 18 kwietnia:
  - Jerzy Axer, polski filolog klasyczny
  - Axel Lesser, niemiecki biegacz narciarski
  - Hayley Mills, brytyjska aktorka
  - Jerzy Płaczkiewicz, polski historyk tanga
  - Milan Puzrla, czeski kolarz szosowy i torowy (zm. 2021)
- 19 kwietnia:
  - Tim Curry, brytyjski aktor
  - Barbara Labuda, polska polityk
  - Marek Mądzik, polski historyk (zm. 2016)
- 20 kwietnia:
  - Georges Bakar, egipski duchowny melchicki, arcybiskup (wikariusz apostolski) Aleksandrii
  - Sabine Bergmann-Pohl, niemiecka działaczka polityczna
  - Spider Jones, kanadyjski dziennikarz, pisarz i bokser
  - Frank Kabui, polityk z Wysp Salomona, gubernator generalny
  - Ricardo Maduro, honduraski polityk, przedsiębiorca i ekonomista
  - George Sheltz, amerykański duchowny katolicki (zm. 2021)
- 21 kwietnia:
  - Claire Denis, francuska reżyserka i scenarzystka filmowa
  - Juan José Omella Omella, hiszpański duchowny katolicki, arcybiskup Barcelony, kardynał
- 22 kwietnia:
  - Paul Davies, brytyjski fizyk, publicysta
  - Louise Harel, kanadyjska polityk
  - John Waters, amerykański aktor, reżyser, scenarzysta i producent filmowy
- 23 kwietnia – Anatolij Byszowiec, rosyjski piłkarz
- 24 kwietnia:
  - Paulin-Christian Bruné, francuski polityk
  - Giuseppe Piemontese, włoski duchowny katolicki, biskup Terni-Narni-Amelia
  - Eva Šuranová, słowacka lekkoatletka, skoczkini w dal (zm. 2016)
  - Marek Wagner, polski polityk, poseł na Sejm RP, dyplomata
  - Adam Żelazny, polski trener i sędzia siatkarski
- 25 kwietnia:
  - Barbara Marszałek, polska aktorka
  - Andrzej Seweryn, polski aktor i reżyser
  - Talia Shire, amerykańska aktorka
  - Peter Sutherland, irlandzki polityk (zm. 2018)
  - Strobe Talbott, amerykański naukowiec, dyplomata, dziennikarz i polityk
  - Władimir Żyrinowski, rosyjski polityk (zm. 2022)
- 26 kwietnia:
  - Marian Chachaj, polski historyk, wykładowca akademicki
  - Augustine Kasujja, ugandyjski duchowny katolicki, arcybiskup, nuncjusz apostolski
  - Maria Krysztofiak-Kaszyńska, polska germanistka i skandynawistyka
  - Alberto Quintano, chilijski piłkarz, trener
- 27 kwietnia:
  - Michel Delebarre, francuski polityk (zm. 2022)
  - Gordon Haskell, brytyjski muzyk, wokalista, kompozytor (zm. 2020)
- 28 kwietnia:
  - Linda Knowles, brytyjsko-szwedzka lekkoatletka, wieloboistka
  - Ginette Reno, francusko-kanadyjska aktorka, piosenkarka, kompozytorka
  - Bernard Widera, polski rolnik, młynarz, polityk, poseł na Sejm PRL
  - Josef Zieleniec, czeski ekonomista, nauczyciel akademicki, polityk pochodzenia polskiego
- 29 kwietnia:
  - Rodney Frelinghuysen, amerykański polityk, kongresmen ze stanu New Jersey
  - Aleksander Wolszczan, polski astronom
- 30 kwietnia:
  - Anna Bańkowska, polska polityk
  - Karol XVI Gustaw Bernadotte, król Szwecji
  - Don Schollander, amerykański pływak
- 1 maja:
  - Jan Grosfeld, polski ekonomista, politolog i działacz katolicki
  - Joanna Lumley, brytyjska aktorka
  - Walerij Muratow, rosyjski łyżwiarz
  - Stanisław Rogowski, polski polityk, poseł na Sejm RP II kadencji (zm. 2024)
  - John Woo, chiński reżyser, scenarzysta, aktor i producent filmowy
- 2 maja:
  - Seweryn Blumsztajn, polski dziennikarz żydowskiego pochodzenia
  - Lesley Gore, amerykańska piosenkarka (zm. 2015)
  - Bruce Robinson, brytyjski reżyser, scenarzysta, powieściopisarz i aktor
  - Dany Snobeck, francuski kierowca wyścigowy
  - David Suchet, brytyjski aktor i producent filmowy
- 3 maja:
  - Marian Kustra, polski prozaik, poeta, eseista
  - Rabah Saâdane, algierski piłkarz, trener
  - Andrzej Sabatowski, polski dziennikarz i nauczyciel
- 4 maja:
  - John Barnard, brytyjski projektant samochodów wyścigowych
  - Stefan Kutrzeba, polski pianista, pedagog
  - Czesław Marzec, polski polityk, poseł na Sejm RP
  - Andrzej Pasiorowski, polski koszykarz
  - John Watson, brytyjski kierowca wyścigowy
- 5 maja:
  - Bruno Ferrero, włoski salezjanin, pisarz
  - Ewa Kuryluk, polska historyk sztuki, malarka, poetka
  - André Marceau, francuski duchowny katolicki, biskup Nicei
  - Grażyna Marzec, polska aktorka
  - Dawid Primo, izraelski piłkarz
  - Hervé Revelli, francuski piłkarz, trener
  - René Taelman, belgijski trener piłkarski (zm. 2019)
- 6 maja:
  - Jim Ramstad, amerykański polityk (zm. 2020)
  - Mosze Romano, izraelski piłkarz
  - Tino Tabak, holenderski kolarz szosowy
- 7 maja:
  - Władimir Bortko, rosyjski reżyser, scenarzysta i producent filmowy
  - Marián Čalfa, słowacki prawnik, polityk, premier Czechosłowacji
  - Gabriel Chmura, polsko-izraelski dyrygent (zm. 2020)
  - Ana Miranda de Lage, hiszpańska polityk, eurodeputowana
  - Heiner Monheim, niemiecki geograf
- 8 maja:
  - Jonathan Dancy, brytyjski filozof
  - Stanisław Dybowski, polski muzykolog, krytyk muzyczny, nauczyciel akademicki (zm. 2019)
  - Ruth Padel, brytyjska poetka, dziennikarka
  - Józef Płoskonka, polski polityk, wojewoda kielecki
  - Dariusz Przywieczerski, polski przedsiębiorca
  - Stanisław Szczyrba, polski lekkoatleta, tyczkarz, trener
  - Maciej Szmitkowski, polski naukowiec, lekarz, diagnosta laboratoryjny
- 9 maja – Candice Bergen, amerykańska aktorka i producentka telewizyjna
- 10 maja:
  - Donovan, szkocki wokalista i gitarzysta
  - Birute Galdikas, badaczka kanadyjska pochodzenia litewskiego
  - Graham Gouldman, brytyjski kompozytor, gitarzysta i wokalista, członek zespołu 10cc
  - Dave Mason, brytyjski muzyk rockowy, wokalista i gitarzysta
  - Piotr Paleczny, polski pianista
  - Peter Wolff, liechtensteiński prawnik i polityk
- 11 maja:
  - Robert Jarvik, amerykański lekarz, wynalazca i konstruktor (zm. 2025)
  - László Polgár, węgierski pedagog i trener szachowy
  - Zoran Simjanović, serbski kompozytor (zm. 2021)
- 12 maja:
  - Michael Coleman, amerykański autor literatury dziecięcej i młodzieżowej
  - Witold Koziński, polski ekonomista, bankowiec
  - Daniel Libeskind, amerykański architekt pochodzenia żydowskiego
  - Frank LoBiondo, amerykański polityk, kongresmen ze stanu New Jersey
  - Maryna Ochab, polska tłumaczka
  - Józef Rychlik, polski kompozytor
- 13 maja – Tim Pigott-Smith, brytyjski aktor (zm. 2017)
- 14 maja:
  - Elmar Brok, niemiecki dziennikarz, polityk, eurodeputowany
  - Claudia Goldin, amerykańska ekonomistka, laureatka Nagrody Nobla
  - Stephen Rerych, amerykański pływak
  - Wanda Wiecha-Wanot, polska siatkarka
  - Joseph Zito, amerykański reżyser, scenarzysta i producent filmowy
- 15 maja:
  - Mireille Grosjean, szwajcarska nauczycielka
  - L. Neil Smith, amerykański pisarz (zm. 2021)
  - Zofia Skrzypek-Mrowiec, polska architekt, polityk, senator RP
  - Henryk Sołkiewicz, polski wiceadmirał
- 16 maja:
  - Anna Asp, szwedzka scenografka filmowa
  - Marian Erdman, polski polityk, samorządowiec, prezydent Gorzowa Wielkopolskiego
  - Robert Fripp, brytyjski muzyk, kompozytor lider grupy King Crimson
  - André Gazaille, kanadyjski duchowny katolicki, biskup Nicolet
  - Andrzej Piotrowski, polski generał
- 17 maja:
  - Joan Barfoot, kanadyjska pisarka
  - Peter Hinwood, brytyjski aktor, model, fotograf
  - Hannu Lepistö, fiński trener skoków narciarskich
  - Udo Lindenberg, niemiecki piosenkarz, kompozytor, perkusista, autor tekstów
  - F. Paul Wilson, amerykański pisarz
- 18 maja:
  - Frank Hsieh, polityk tajwański
  - Reggie Jackson, amerykański baseballista
  - Andreas Katsulas, amerykański aktor (zm. 2006)
  - Ray Richards, australijski piłkarz pochodzenia angielskiego
- 19 maja:
  - Valdemar Hansen, duński piłkarz, bramkarz
  - Juventino Kestering, brazylijski biskup katolicki (zm. 2021)
  - Anselmo Guido Pecorari, włoski duchowny katolicki, arcybiskup, dyplomata
  - Michele Placido, włoski aktor, reżyser i scenarzysta filmowy
- 20 maja:
  - Cher, amerykańska piosenkarka, producentka muzyczna, aktorka
  - Andrzej Dziech, polski inżynier elektronik, profesor
  - Brendan Kelly, irlandzki duchowny katolicki, biskup Achonry
  - Henryk Krawczyk, polski informatyk
  - George Lusztig, rumuńsko-amerykański matematyk
  - Aleksander Migo, polski poeta, autor tekstów piosenek
- 21 maja:
  - Erwin Kostedde, niemiecki piłkarz pochodzenia amerykańskiego
  - Andrzej Mikołajczak, polski klawiszowiec, kompozytor, aranżer (zm. 2022)
  - Wayne Roycroft, australijski jeździec sportowy
- 22 maja:
  - George Best, północnoirlandzki piłkarz, wieloletni zawodnik Manchesteru United (zm. 2005)
  - Andrei Marga, rumuński historyk, filozof, wykładowca akademicki i polityk
  - Francesco Montenegro, włoski duchowny katolicki, kardynał
  - Ludmiła Żurawlowa, radziecka i ukraińska astronom
- 23 maja
  - Ursula Hegi, amerykańska pisarka
  - Lucio Lemmo, włoski duchowny katolicki, biskup pomocniczy Neapolu
- 24 maja:
  - Jerzy Braszka, polski aktor
  - Tansu Çiller, turecka ekonomistka, polityk, premier Turcji
  - Jesualdo Ferreira, portugalski trener piłkarski
  - Krystyna Karasińska, polska siatkarka (zm. 2003)
  - Selwyn Maister, nowozelandzki hokeista na trawie
  - Marian Noga, polski ekonomista, polityk, senator RP
  - Thomas Nordahl, szwedzki piłkarz, trener
  - Alina Nowicka-Jeżowa, polska literaturoznawczyni, profesor nauk humanistycznych
  - Odon Razanakolona, malgaski duchowny katolicki, arcybiskup Antananarywy
  - Irena Szewińska, polska lekkoatletka, sprinterka i skoczkini w dal, działaczka sportowa pochodzenia żydowskiego (zm. 2018)
- 25 maja:
  - Andonis Andoniadis, grecki piłkarz
  - Washington Cruz, brazylijski duchowny katolicki, arcybiskup Goiânii
  - Jean-Pierre Danguillaume, francuski kolarz szosowy i przełajowy
  - Jan Pająk, polski inżynier, ufolog
  - Janusz Wegiera, polski dziennikarz, autor tekstów piosenek (zm. 2021)
- 26 maja:
  - Werner Bleiner, austriacki narciarz alpejski
  - Henri Françillon, haitański piłkarz, bramkarz
  - Nicola Piovani, włoski kompozytor muzyki filmowej
  - Ruprecht Polenz, niemiecki polityk
- 27 maja:
  - Ryszard Brysiak, polski piłkarz
  - Zbigniew Jaremko, polski saksofonista, klarnecista, kompozytor i aranżer (zm. 2022)
  - Jan Żukowski, polski polityk, samorządowiec, poseł na Sejm RP, wójt gminy Żórawina
- 28 maja:
  - Danuta Hałaburda, polska siatkarka, trenerka (zm. 2024)
  - Roman Rutkowski, polski żeglarz sportowy, trener
  - Eddy Treijtel, holenderski piłkarz, bramkarz
- 29 maja:
  - Héctor Veira, argentyński piłkarz, trener
  - Krzysztof Wolfram, polski leśnik, ekolog, poseł na Sejm RP
- 30 maja – Dragan Džajić, jugosłowiański piłkarz
- 31 maja:
  - Ivo Niehe, holenderski prezenter telewizyjny, aktor, piosenkarz
  - Agnes Schierhuber, austriacka polityk
  - Barbara Spinelli, włoska dziennikarka, publicystka, eseistka, polityk
  - Włodzimierz Sumara, polski rolnik, polityk, poseł na Sejm RP (zm. 2010)
- 1 czerwca:
  - Brian Cox, brytyjski aktor
  - Werner Müller, niemiecki menedżer i polityk (zm. 2019)
  - Antoni Sosnowski, polski polityk, inżynier, poseł na Sejm RP
- 2 czerwca:
  - Lasse Hallström, szwedzki reżyser
  - Bogdan Krysiewicz, polski polityk, samorządowiec, poseł na Sejm RP (zm. 2022)
  - Jan Skrobisz, polski polityk, poseł na Sejm RP
  - Peter Sutcliffe, brytyjski seryjny morderca (zm. 2020)
- 3 czerwca:
  - Wojciech Kazimierz Gutowski, polski krytyk i historyk literatury (zm. 2021)
  - Adam Koperkiewicz, polski historyk
  - Simon Ntamwana, burundyjski duchowny katolicki, arcybiskup Gitegi
  - Czesław Sudewicz, polski lekarz
  - Penelope Wilton, brytyjska aktorka
- 4 czerwca:
  - S.P. Balasubrahmanyam, indyjski wokalista, aktor (zm. 2020)
  - Alojzy Bryl, polski przedsiębiorca, polityk, poseł na Sejm PRL
  - Suzanne Ciani, amerykańska kompozytorka
- 5 czerwca:
  - Stefania Sandrelli, włoska aktorka
  - Robert Wattebled, francuski duchowny katolicki, biskup Nîmes
- 6 czerwca:
  - Tony Levin, brytyjski muzyk i instrumentalista
  - Barbara Różycka-Orszulak, polska polityk, poseł na Sejm RP (zm. 2009)
  - Zbigniew Seifert, polski skrzypek jazzowy (zm. 1979)
  - Chuck Williams, amerykański koszykarz
  - Jerzy Żurek, polski prozaik i dramaturg
- 7 czerwca:
  - Antoni Chodorowski, rysownik, satyryk i karykaturzysta (zm. 1999)
  - José Antonio Griñán, hiszpański prawnik, samorządowiec, polityk
  - Wojciech Lamentowicz, polski prawnik, polityk i dyplomata
  - Jan Miodek, polski językoznawca
  - Manfred Ritschel, niemiecki piłkarz
  - Ireneusz Skubis, polski nauczyciel, polityk, poseł na Sejm RP (zm. 2023)
  - Mauro Del Vecchio, włoski wojskowy (zm. 2025)
- 8 czerwca:
  - Piotr Fronczewski, polski aktor i piosenkarz
  - Graham Henry, nowozelandzki trener rugby
  - Pearlette Louisy, polityk i pedagog, gubernator generalny Saint Lucia
  - Wiesław Znyk, polski operator dźwięku (zm. 2019)
- 9 czerwca:
  - James Kelman, brytyjski pisarz i dziennikarz
  - Robert Sara, austriacki piłkarz
- 10 czerwca:
  - Józefa Majerczyk, polska biegaczka narciarska
  - Francisco Sosa Wagner, hiszpański prawnik i wykładowca akademicki
  - Andrzej Śródka, polski naukowiec (zm. 2022)
- 11 czerwca – Jan Petersen, norweski prawnik, polityk, dyplomata
- 12 czerwca:
  - Livio Filippi, włoski przedsiębiorca, polityk
  - Ileana Gyulai-Drîmbă, rumuńska florecistka pochodzenia węgierskiego, medalistka olimpijska (zm. 2021)
  - Gílson Nunes, brazylijski piłkarz, trener
  - Jean Manga Onguene, kameruński piłkarz, trener
  - Tytus Sosnowski, polski psycholog, profesor nauk humanistycznych
  - Andrzej Woyciechowski, polski dziennikarz, założyciel Radia Zet (zm. 1995)
- 13 czerwca:
  - Sher Bahadur Deuba, nepalski polityk, premier Nepalu
  - Lechosław Gawlikowski, polski dziennikarz
  - Paul Modrich, amerykański biochemik, laureat Nagrody Nobla
- 14 czerwca:
  - Tadeusz Łuba, polski profesor nauk technicznych
  - Donald Trump, amerykański przedsiębiorca, polityk
  - Janusz Stefański, polski perkusista jazzowy, kompozytor, pedagog (zm. 2016)
  - Witold Stok, polski operator filmowy, realizator filmów dokumentalnych
- 15 czerwca:
  - Jo Bonfrère, holenderski piłkarz, trener
  - Noddy Holder, brytyjski gitarzysta, wokalista, członek zespołu Slade
  - Jack Horner, amerykański paleontolog
  - Kevin Larmee, amerykański malarz
  - Demis Rusos, grecki piosenkarz (zm. 2015)
- 16 czerwca:
  - Rick Adelman, amerykański koszykarz, trener
  - John Astor, brytyjski arystokrata, przedsiębiorca, polityk
  - Benedykt Daswa, południowoafrykański nauczyciel, męczennik, błogosławiony katolicki (zm. 1990)
  - Tom Harrell, amerykański trębacz i kompozytor jazzowy
  - Neil MacGregor, brytyjski historyk sztuki
  - Cornel Penu, rumuński piłkarz ręczny
  - Andrzej Piotrowski, polski polityk, lekarz, poseł na Sejm II kadencji (zm. 2014)
  - Jodi Rell, amerykańska polityk (zm. 2024)
- 17 czerwca:
  - Eduardo Camaño, polityk argentyński
  - Ernie Eves, kanadyjski polityk, premier Ontario
  - Aleksandr Gazow, rosyjski strzelec sportowy
  - Marcy Kaptur, amerykańska polityk, kongreswoman
  - Alain Sarteur, francuski lekkoatleta, sprinter
- 18 czerwca:
  - Victor Abagna Mossa, kongijski duchowny katolicki, biskup Owando
  - Maria Bethânia, brazylijska piosenkarka
  - Fabio Capello, włoski piłkarz, trener
  - Robert Deeley, amerykański duchowny katolicki, biskup Portland
  - Bruno Grua, francuski duchowny katolicki, biskup Saint-Flour
  - Zygmunt Jałoszyński, polski lekkoatleta, oszczepnik
  - Gordon Murray, południowoafrykański projektant bolidów F1
- 19 czerwca:
  - Stephen Coonts, amerykański pisarz
  - Frederik Kortlandt, holenderski językoznawca
- 20 czerwca:
  - Xanana Gusmão, wschodniotimorski polityk, premier i prezydent Timoru Wschodniego
  - Lars Vilks, szwedzki malarz, rysownik, rzeźbiarz, pedagog pochodzenia łotewskiego (zm. 2021)
- 21 czerwca:
  - Piotr Krystian Domaradzki, polski pisarz, eseista i dziennikarz, działacz polonijny (zm. 2015)
  - Malcolm Rifkind, brytyjski polityk
  - Jerzy Słowiński, polski generał
- 22 czerwca:
  - Kay Redfield Jamison, amerykańska psycholog kliniczna, pisarka
  - Eliades Ochoa, kubański muzyk
  - Józef Oleksy, polski polityk, minister, marszałek Sejmu, premier RP (zm. 2015)
  - Linda Skirton, brytyjska pływaczka
- 23 czerwca:
  - Jerzy Grałek, polski aktor, lektor (zm. 2016)
  - Salvatore Gristina, włoski duchowny katolicki, arcybiskup Katanii
  - Ted Shackelford, amerykański aktor
  - Svein Thøgersen, norweski wioślarz
- 24 czerwca:
  - Jan Klauza, polski specjalista w zakresie dendrologii i konserwacji terenów zielonych
  - Ellison Onizuka, amerykański astronauta (zm. 1986)
  - Robert Reich, amerykański polityk i ekonomista
  - Michał Wojtkiewicz, polski polityk
- 25 czerwca:
  - Boris Akimow, rosyjski tancerz, choreograf
  - Roméo Dallaire, kanadyjski generał, polityk pochodzenia holenderskiego
  - Ulrik le Fevre, duński piłkarz (zm. 2024)
  - Ian McDonald, brytyjski muzyk, kompozytor, producent muzyczny, członek zespołów King Crimson i Foreigner (zm. 2022)
  - Jerzy Plebanek, polski koszykarz, trener
  - Peter Selzer, niemiecki lekkoatleta, chodziarz
- 26 czerwca:
  - Bogusław Fiedor, polski ekonomista
  - Anthony Obinna, nigeryjski duchowny katolicki
  - Francesc Pardo, hiszpański duchowny katolicki, biskup Girony (zm. 2022)
  - Krzysztof Pawłowski, polski fizyk i polityk
- 27 czerwca:
  - Piotr Skucha, polski duchowny katolicki
  - Tomasz Szoplik, polski fizyk optyk
- 28 czerwca:
  - Bruce Davison, amerykański aktor
  - Outi Ojala, fińska pielęgniarka, polityk (zm. 2017)
  - Bogdan Olewicz, polski autor tekstów piosenek, dziennikarz
- 29 czerwca – Ernesto Pérez Balladares, panamski polityk
- 1 lipca:
  - Stefan Aust, niemiecki dziennikarz
  - Irena Herbst, polska ekonomistka, polityk
  - Mireya Moscoso, panamska polityk, prezydent Panamy
  - Erkki Tuomioja, fiński ekonomista, polityk
- 2 lipca:
  - Richard Axel, amerykański lekarz, laureat Nagrody Nobla
  - Jan Ciechanowicz, polski pisarz (zm. 2022)
  - Paweł Kędzierski, polski reżyser (zm. 2019)
  - Zbigniew Kiernikowski, polski duchowny katolicki
- 3 lipca:
  - Marian Drażdżewski, polski sportowiec, olimpijczyk (Monachium 1972), trener kadry narodowej
  - Józef Faliński, polski polityk, samorządowiec
  - Leszek Miller, polski polityk, premier Polski
  - Czesław Ryszka, polski dziennikarz, pisarz i polityk
  - Bolo Yeung, chiński aktor
- 4 lipca:
  - Ron Kovic, amerykański aktywista
  - Michael Milken, amerykański finansista i filantrop
  - Ed O’Ross, amerykański aktor
  - Birgit Schnieber-Jastram, niemiecka polityk
- 5 lipca:
  - Giuseppe Furino, włoski piłkarz
  - Gerardus ’t Hooft, holenderski fizyk, laureat Nagrody Nobla
  - Lechosław Jarzębski, polski polityk, wojewoda śląski
  - Pierre-Marc Johnson, kanadyjski lekarz, prawnik, polityk, premier Quebecu
  - Mamukkoya, indyjski aktor (zm. 2023)
- 6 lipca:
  - George W. Bush, amerykański polityk, prezydent USA
  - Tiemen Groen, holenderski kolarz torowy i szosowy (zm. 2021)
  - Per Pettersen, norweski piłkarz
  - Peter Singer, australijski filozof
  - Sylvester Stallone, amerykański aktor, reżyser i scenarzysta filmowy
- 7 lipca:
  - Fancy, niemiecki piosenkarz
  - Steve Krisiloff, amerykański kierowca wyścigowy
  - Tadeusz Nowicki, polski tenisista
- 8 lipca:
  - Czesław Cieślak, polski polityk, poseł na Sejm RP
  - Jacek Prosiński, polski operator filmowy
  - Tadeusz Rzemykowski, polski ekonomista, polityk, senator RP (zm. 2022)
  - Isaías Samakuva, angolski polityk
  - Jan Szwarc, polski nauczyciel, samorządowiec, polityk, poseł na Sejm RP
- 9 lipca:
  - John Michael Miller, kanadyjski duchowny katolicki, arcybiskup Vancouver
  - Bon Scott, australijski wokalista, członek zespołu AC/DC (zm. 1980)
  - Dominique Souchet, francuski polityk, dyplomata
- 10 lipca:
  - Stuart Christie, szkocki anarchista, publicysta (zm. 2020)
  - Jean-Pierre Jarier, francuski kierowca wyścigowy
  - Henryk Kasperczak, polski piłkarz, trener
  - Sue Lyon, amerykańska aktorka (zm. 2019)
- 11 lipca:
  - David Friedgood, południowoafrykański szachista
  - Anna Góralska, polska historyk literatury polskiej (zm. 2006)
  - Ed Markey, amerykański polityk, senator ze stanu Massachusetts
  - Uładzimir Niaklajeu, białoruski poeta, prozaik, polityk
  - Michał Tarkowski, polski kabareciarz, aktor, scenarzysta i reżyser filmowy
  - Beverly Todd, amerykańska aktorka
- 12 lipca:
  - Roberto Castelli, włoski polityk
  - Maria Gajecka-Bożek, polska polityk, lekarka, posłanka na Sejm RP
- 13 lipca:
  - João Bosco, brazylijski piosenkarz, gitarzysta, kompozytor
  - Maciej Jankowski, polski spawacz, działacz opozycji antykomunistycznej, polityk, poseł na Sejm RP (zm. 2019)
  - Bob Kauffman, amerykański koszykarz, trener (zm. 2015)
  - Cheech Marin, amerykański aktor, komik
  - Kunie Shishikura, japońska siatkarka
- 14 lipca – Władimir Biełousow, rosyjski skoczek narciarski
- 15 lipca:
  - Hassanal Bolkiah, sułtan Brunei
  - Dieter Herzog, niemiecki piłkarz
  - Linda Ronstadt, amerykańska piosenkarka, autorka tekstów piosenek i producentka muzyczna
- 16 lipca:
  - Toshio Furukawa, japoński aktor głosowy
  - John Hollins, angielski piłkarz, trener (zm. 2023)
  - Barbara Lee, amerykańska polityk, kongreswoman ze stanu Kalifornia
  - Andrzej Sieledcow, polski strzelec sportowy
  - Ann Turkel, amerykańska aktorka
- 17 lipca:
  - Peter Cormack, szkocki piłkarz, trener (zm. 2024)
  - Henri Heintz, francuski kolarz szosowy
  - Jeffrey Holland, brytyjski aktor
  - Guy Nzouba-Ndama, gaboński polityk
  - Anacleto Oliveira, portugalski duchowny katolicki, biskup Viana do Castelo (zm. 2020)
- 18 lipca:
  - Josef Horešovský, czeski hokeista
  - Martin Stenzel, niemiecki kolarz torowy
- 19 lipca:
  - Teresa Kowalska, polska chemik, tłumaczka (zm. 2023)
  - Fernando José Monteiro Guimarães, brazylijski duchowny katolicki, arcybiskup polowy
  - Ilie Năstase, rumuński tenisista
  - Grzegorz Woźny, polski polityk, poseł na Sejm i senator RP
- 20 lipca:
  - Randal Kleiser, amerykański reżyser i producent filmowy
  - Htin Kyaw, birmański polityk, prezydent Birmy
  - Ildikó Lendvai, węgierska polityk
- 21 lipca:
  - Czesław Grabowski, polski dyrygent, kompozytor, pedagog
  - Zbigniew Kaczmarek, polski sztangista (zm. 2023)
  - Kenneth Starr, amerykański prawnik, prokurator (zm. 2022)
  - Jüri Tarmak, estoński lekkoatleta, skoczek wzwyż (zm. 2022)
  - Ludmiła Zajcewa, rosyjska aktorka
- 22 lipca:
  - Marcus Agius, brytyjski finansista
  - Danny Glover, amerykański aktor, reżyser i producent filmowy
  - Mireille Mathieu, francuska piosenkarka
  - Petre Roman, rumuński polityk, premier Rumunii
  - Paul Schrader, amerykański scenarzysta i reżyser filmowy
  - Johnson Toribiong, palauski prawnik, polityk, prezydent Palau
- 23 lipca:
  - Abigail, australijska aktorka
  - Hans Ettmayer, austriacki piłkarz, trener (zm. 2023)
  - Tim Johnson, amerykański polityk (zm. 2022)
  - Luis Felipe Solé Fa, hiszpański duchowny katolicki, biskup diecezjalny Trujillo, w Hondurasie
  - Michał Zacharias, polski historyk
- 24 lipca:
  - Vlastimil Harapes, czeski aktor, reżyser, tancerz, choreograf (zm. 2024)
  - Andreas Kunz, niemiecki kombinator norweski (zm. 2022)
  - Serge Maury, francuski żeglarz sportowy
  - Hervé Vilard, francuski piosenkarz
- 25 lipca:
  - Mario Armano, włoski bobsleista
  - John Gibson, amerykański komentator telewizyjny
  - Jakub Z. Lichański, historyk literatury i kultury
  - Rita Marley, jamajska piosenkarka, wdowa po Bobie Marleyu
  - Jan Werner, polski lekkoatleta (zm. 2014)
- 26 lipca:
  - Mike Davis, amerykański koszykarz
  - Walentin Gawriłow, rosyjski lekkoatleta, skoczek wzwyż
  - Erwin Huber, niemiecki polityk
  - Janusz Patorski, polski inżynier, polityk, wicepremier
- 27 lipca:
  - Rade Šerbedžija, chorwacki aktor filmowy pochodzenia serbskiego
  - Jan Szurmiej, polski aktor (zm. 2024)
- 28 lipca:
  - Bolesław Andrzejewski, polski filolog, filozof, nauczyciel akademicki
  - Andrzej Sygut, polski pedagog, samorządowiec, wiceprezydent Kielc
  - Adam Manikowski, polski historyk
- 29 lipca:
  - Stig Blomqvist, szwedzki kierowca rajdowy
  - Alicja Bromberger-Kobus, działaczka społeczności żydowskiej
  - Giles Chichester, brytyjski polityk
  - Bill Forsyth, szkocki reżyser filmowy
  - Jean-Paul Huchon, francuski polityk
- 30 lipca – Jeffrey Hammond-Hammond, brytyjski basista
- 31 lipca – Allan Clarke, angielski piłkarz
- 1 sierpnia:
  - David Calder, brytyjski aktor
  - Gordon Johnson, australijski kolarz torowy i szosowy
  - Tadeusz Nyczek, polski eseista, teatrolog, reżyser teatralny
- 2 sierpnia:
  - Franciszka Cegielska, polska działaczka samorządowa, polityk, prezydent Gdyni, minister zdrowia (zm. 2000)
  - Nigel James Hitchin, brytyjski matematyk
  - Krzysztof Rześny, polski piłkarz, trener
- 3 sierpnia:
  - Jack Straw, brytyjski polityk
  - Jacques Teugels, belgijski piłkarz (zm. 2024)
- 4 sierpnia:
  - Ramazan Abdułatipow, rosyjski polityk, dyplomata
  - Adam Błaś, polski prawnik (zm. 2025)
  - Anna Szymańska-Kwiatkowska, polska dziennikarka, poseł na Sejm PRL
- 5 sierpnia:
  - Xavier Trias, kataloński lekarz, polityk
  - César Villanueva, peruwiański polityk, premier Peru
- 6 sierpnia:
  - Ron Davies, brytyjski polityk
  - Élisabeth Guigou, francuska polityk
  - Allan Holdsworth, brytyjski gitarzysta, członek zespołów: UK i Level 42 (zm. 2017)
- 7 sierpnia:
  - Leoncjusz (Englistriotis), cypryjski biskup prawosławny
  - John C. Mather, amerykański astrofizyk, laureat Nagrody Nobla
  - Sławomir Nowak, polski matematyk (zm. 2023)
- 8 sierpnia:
  - Jean-Claude Désir, haitański piłkarz
  - Ralph Gonsalves, polityk z Saint Vincent i Grenadyn, premier
  - Juan Pons, hiszpański śpiewak operowy (baryton)
  - Dariusz Rosati, polski ekonomista, polityk pochodzenia włoskiego, minister spraw zagranicznych, poseł na Sejm RP i eurodeputowany
  - Edward T. Schafer, amerykański polityk
  - Dragutin Šurbek, chorwacki tenisista stołowy (zm. 2018)
- 9 sierpnia:
  - Issa Hayatou, kameruński działacz piłkarski (zm. 2024)
  - Carlos Ñáñez, argentyński duchowny katolicki, arcybiskup Córdoby
  - Georgi Wasilew, bułgarski piłkarz, trener
- 10 sierpnia:
  - Renaud Camus, francuski pisarz
  - Sergio Mariotti, włoski szachista
  - Emine Sevgi Özdamar, niemiecka aktorka, reżyserka teatralna, pisarka pochodzenia tureckiego
  - Antoni Wierzbiński, polski flecista, profesor sztuk muzycznych
- 11 sierpnia:
  - Óscar Berger, gwatemalski adwokat, notariusz, polityk, prezydent Gwatemali
  - Walter Delle Karth, austriacki bobsleista
  - Andrzej Górski, polski naukowiec
  - Milan Gutović, serbski aktor, artysta kabaretowy i osobowość telewizyjna (zm. 2021)
  - Waldemar Korycki, polski lekkoatleta, sprinter
  - Rodrigo Lara Bonilla, kolumbijski prawnik i polityk konserwatywny (zm. 1984)
  - Henryk Józef Nowacki, polski duchowny katolicki, arcybiskup tytularny Blery, nuncjusz apostolski
  - Janusz Rachoń, polski chemik, polityk, senator RP
  - Marilyn vos Savant, amerykańska felietonistka, pisarka pochodzenia austriackiego
- 12 sierpnia:
  - Maria Elisabetta Alberti Casellati, włoska prawniczka i polityk, przewodnicząca Senatu
  - Caroline Leaf, kanadyjska reżyserka
- 13 sierpnia:
  - Janet Yellen, amerykańska ekonomistka
  - Krzysztof Mazurski, geograf, krajoznawca, podróżnik, działacz PTTK i autor przewodników turystycznych (zm. 2016)
  - Hipólito Reyes Larios, meksykański duchowny katolicki, biskup Orizaby, arcybiskup Jalapy (zm. 2021)
- 14 sierpnia:
  - Larry Graham, amerykański muzyk, wokalista, kompozytor, producent muzyczny, członek zespołu Sly and the Family Stone
  - Cewi Nir, izraelski polityk
  - Elżbieta Ratajczak, polska nauczycielka, polityk, poseł na Sejm RP
  - Susan Saint James, amerykańska aktorka
  - Dominique Vlasto, francuska polityk
- 15 sierpnia:
  - Julián Barrio Barrio, hiszpański duchowny katolicki, arcybiskup Santiago de Compostela
  - Marian Zdzisław Knobloch, polski malarz, rzeźbiarz
  - Tony Robinson, brytyjski aktor, pisarz, dziennikarz
  - William Waldegrave, brytyjski arystokrata, polityk
- 16 sierpnia:
  - Ludwika Szymańska, polska koszykarka
  - Attila Abonyi, australijski piłkarz pochodzenia węgierskiego (zm. 2023)
  - Masud Barzani, kurdyjski polityk
  - Pavao Pavličić, chorwacki prozaik, eseista, scenarzysta, tłumacz, krytyk literacki
  - Lesley Ann Warren, amerykańska aktorka
- 17 sierpnia:
  - Martha Coolidge, amerykańska reżyser
  - Eugeniusz Priwieziencew, polski aktor (zm. 2005)
  - Wiesław Woda, polski polityk, poseł na Sejm RP (zm. 2010)
- 18 sierpnia:
  - Irena Jarocka, polska piosenkarka, aktorka (zm. 2012)
  - Stefan Jurga, polski fizyk (zm. 2022)
  - Joseph Kurtz, amerykański duchowny katolicki, arcybiskup metropolita Louisville
- 19 sierpnia:
  - Charles F. Bolden Jr., amerykański generał
  - Bill Clinton, amerykański polityk, prezydent USA
- 20 sierpnia:
  - Henryk Broder, niemiecki dziennikarz i literat
  - Laurent Fabius, francuski polityk
  - Edward Jancarz, wybitny polski żużlowiec (zm. 1992)
  - Ralf Hütter, lider i wokalista zespołu Kraftwerk
  - Romani Rose, przedsiębiorca i działacz romski
  - Maria Walczyńska-Rechmal, polska polityk, lekarz, posłanka na Sejm RP
  - Ewa Żukowska, polska aktorka
- 21 sierpnia:
  - Guy Coëme, belgijski i waloński polityk
  - Filaret (Karagodin), rosyjski biskup prawosławny
  - Norio Yoshimizu, japoński piłkarz
- 22 sierpnia:
  - Gerard Bongers, holenderski kolarz szosowy i torowy
  - Edward Krzemień, polski dziennikarz
  - Stanisław Syrewicz, polski kompozytor, twórca muzyki filmowej
  - Marcus Wesson, amerykański masowy morderca
- 23 sierpnia:
  - Lech Garlicki, polski prawnik, sędzia Trybunału Konstytucyjnego i Europejskiego Trybunału Praw Człowieka
  - Robert Irwin, brytyjski historyk, mediewista, arabista, pisarz (zm. 2024)
  - Keith Moon, brytyjski perkusista, członek zespołu The Who (zm. 1978)
  - Włodzimierz Wachowicz, polski piłkarz ręczny, trener
  - Michel Wieviorka, francuski socjolog pochodzenia polsko-żydowskiego
- 24 sierpnia – Vic Akers, angielski piłkarz
- 25 sierpnia:
  - Rollie Fingers, amerykański baseballista
  - Wojciech Kolańczyk, polski prawnik, przedsiębiorca, dyplomata
  - Larry LaRocco, amerykański polityk pochodzenia włoskiego
- 26 sierpnia:
  - Zbigniew Koźmiński, polski działacz piłkarski
  - Don Masson, szkocki piłkarz
  - Mark Snow, amerykański kompozytor muzyki filmowej (zm. 2025)
  - Alison Steadman, brytyjska aktorka
- 27 sierpnia:
  - Marian Kajzerek, polski hokeista
  - Jan Rejczak, polski polityk, poseł na Sejm RP
  - Marc Stenger, francuski duchowny katolicki, biskup Troyes
  - Bruno Tabacci, włoski polityk
- 28 sierpnia:
  - Anders Gärderud, szwedzki lekkoatleta
  - Michał Komar, polski scenarzysta i krytyk filmowy
- 29 sierpnia:
  - Bob Beamon, amerykański lekkoatleta
  - Dimitris Christofias, cypryjski polityk, prezydent Cypru (zm. 2019)
  - Louis Dicaire, kanadyjski duchowny katolicki (zm. 2020)
  - Ryszard Kaczmarek, polski basista, w latach 1974–1976 członek zespołu Czerwone Gitary (zm. 2018)[3]
- 30 sierpnia:
  - Anna Maria, księżniczka duńska, królowa Grecji
  - Edit Bauer, słowacka ekonomistka, polityk pochodzenia węgierskiego
  - Peggy Lipton, amerykańska aktorka (zm. 2019)
  - Ted McClain, amerykański koszykarz
  - Walerian Sokołow, rosyjski bokser
  - Baselios Mar Thoma Paulose II, malankarski duchowny, głowa Malankarskiego Kościoła Ortodoksyjnego, Katolikos Wschodu (zm. 2021)
- 31 sierpnia:
  - Jānis Jurkāns, łotewski polityk
  - Henryk Woźniakowski, polski matematyk
- 1 września:
  - Susan Backlinie, amerykańska aktorka, kaskaderka (zm. 2024)
  - Adrienne Cooper, amerykańska piosenkarka pochodzenia żydowskiego (zm. 2011)
  - Franciszek Gaik, polski ekonomista, przedsiębiorca, polityk
  - Barry Gibb, brytyjski wokalista, członek zespołu Bee Gees
  - Erich Schärer, szwajcarski bobsleista
- 2 września
  - Abel Caballero, hiszpański polityk, minister, burmistrz Vigo
  - Walt Simonson, amerykański pisarz i rysownik komiksowy
- 3 września:
  - René Pijnen, holenderski kolarz
  - Zbigniew Smolarek, polski kontradmirał
  - Francisco Trois, brazylijski szachista (zm. 2020)
- 4 września:
  - Katarzyna Jarosz-Rabiej, polska pisarka, poetka, wydawca
  - Anna Kiesewetter, polska pisarka, poetka, animatorka kultury
  - Dionizy (Sakatis), duchowny prawosławny posługujący w Turcji (zm. 2021)
- 5 września:
  - Dennis Dugan, amerykański aktor i reżyser
  - Lech Feszler, polski polityk, samorządowiec, senator RP
  - Freddie Mercury, brytyjski piosenkarz, wokalista zespołu Queen (zm. 1991)
- 6 września:
  - Ron Boone, amerykański koszykarz
  - Bryan O’Connor, amerykański astronauta
  - Bolesław Pochopień, polski informatyk
  - Alberto Silvani, włoski duchowny katolicki, biskup Volterry
  - Jacek Zieliński, polski muzyk, wokalista, kompozytor, członek zespołu Skaldowie (zm. 2024)
- 7 września:
  - Massimo Fecchi, włoski rysownik
  - Jerzy Łukaszewicz, polski operator i reżyser filmowy
  - Olgierd Łukaszewicz, polski aktor
  - Dirk Rossmann, niemiecki biznesmen
  - Jerzy Salwarowski, polski dyrygent
  - Jerzy Stępień, polski prawnik i polityk
- 8 września:
  - Amedeo Amadeo, włoski lekarz, polityk
  - Krzysztof Krawczyk, polski piosenkarz, gitarzysta, kompozytor (zm. 2021)
  - Aziz Sancar, turecki chemik, laureat Nagrody Nobla
  - Zbigniew Zarzycki, polski siatkarz, trener
- 9 września:
  - Marek Bożejko, polski matematyk
  - Aleksander Doba, polski podróżnik, kajakarz (zm. 2021)
  - Kōichirō Hirayama, japoński zapaśnik
  - Evert Gerrit Kroon, holenderski piłkarz wodny, bramkarz (zm. 2018)
  - José Pinto Ribeiro, portugalski prawnik, polityk
- 10 września:
  - Michèle Alliot-Marie, francuska prawnik, polityk
  - Tamara Bołdak-Janowska, polska pisarka, poetka, eseistka
  - Jim Hines, amerykański lekkoatleta, sprinter (zm. 2023)
  - Krzysztof Kasprzyk, polski poeta, działacz polonijny
  - Don Powell, brytyjski gitarzysta, członek zespołu Slade
- 11 września:
  - Julie Covington, brytyjska aktorka i wokalista musicalowa
  - Marek Harny, polski pisarz
  - Jacek Juliusz Jadacki, polski filozof, logik, pianista
  - Balthasar Schwarm, niemiecki saneczkarz
- 12 września – Tomasz Malepszy, polski samorządowiec, prezydent Leszna
- 13 września – Frank Marshall, amerykański reżyser i producent filmowy
- 14 września:
  - Ron Lewis, amerykański polityk
  - Wołodymyr Muntian, ukraiński piłkarz, trener pochodzenia mołdawskiego
  - Klaus Schrodt, niemiecki pilot cywilny i sportowy
  - Miroslav Zeman, czeski zapaśnik
- 15 września:
  - Ognjan Brankow, bułgarski lekarz
  - Tommy Lee Jones, amerykański aktor, reżyser i producent filmowy
  - Petro Juszczenko, ukraiński przedsiębiorca, polityk
  - Władysław Łazuka, polski prozaik, poeta
  - Salvatore Matano, amerykański duchowny katolicki pochodzenia włoskiego, biskup Rochester
  - Oliver Stone, amerykański reżyser, scenarzysta i producent filmowy pochodzenia żydowskiego
- 16 września:
  - Tadeusz Ereciński, polski prawnik, sędzia, socjolog
  - Setsuko Inoue, japońska siatkarka
  - Reinhard Lauck, niemiecki piłkarz (zm. 1997)
  - Andrzej Ornat, polski polityk, naczelnik ZHP, minister ds. młodzieży
  - Camilo Sesto, hiszpański piosenkarz, autor tekstów (zm. 2019)
- 17 września:
  - Barbara Bedła-Tomaszewska, polska lekkoatletka, wieloboistka
  - Jerzy Milewski, polski skrzypek (zm. 2017)
  - Veroljub Stevanović, serbski inżynier i polityk
  - Guriasz (Szalimow), rosyjski biskup prawosławny
  - Barbara Weiler, niemiecka polityk
- 18 września:
  - Fritz André, haitański piłkarz
  - Dušan Čaplovič, słoweński archeolog, polityk (zm. 2025)
  - Akira Kamiya, japoński aktor
  - Dominique Riquet, francuski lekarz, polityk
- 19 września:
  - John Coghlan, brytyjski perkusista, członek zespołu Status Quo
  - Krzysztof Grzegorek, polski szablista, trener
  - Brian Henton, brytyjski kierowca wyścigowy
  - Yoon Jeung-hyun, południowokoreański polityk, premier Korei Południowej
  - John Skorupski, brytyjski filozof
- 20 września:
  - Julian Kornhauser, polski prozaik, poeta, tłumacz, krytyk literacki pochodzenia żydowskiego
  - Andrzej Tkacz, polski hokeista, bramkarz, trener
- 21 września:
  - Moritz Leuenberger, szwajcarski polityk, prezydent Szwajcarii
  - Mart Siimann, estoński polityk, premier Estonii, działacz sportowy
  - Piotr Szymanowski, polski romanista, tłumacz literatury pięknej, dyplomata (zm. 2016)
- 22 września:
  - Andrzej Kostarczyk, polski polityk, prawnik, poseł na Sejm RP
  - Dan Lungren, amerykański polityk
  - Izabella Sierakowska, polska filolog, nauczycielka, polityk, poseł na Sejm RP (zm. 2021)
- 23 września:
  - Mílton Antônio dos Santos, brazylijski duchowny katolicki, arcybiskup Cuiaby
  - Franz Fischler, austriacki polityk
- 24 września:
  - Natalja Arinbasarowa, rosyjska aktorka pochodzenia polsko-kazachskiego
  - Andrzej Bieńkowski, polski malarz, etnograf i pisarz
  - Robert Victor Jackson, brytyjski polityk
  - Lars Emil Johansen, grenlandzki polityk, premier Grenlandii
  - Mária Mračnová, słowacka lekkoatletka, skoczkini wzwyż
  - Janusz Steinhoff, polski polityk, poseł na Sejm RP, wicepremier, minister gospodarki
- 25 września:
  - Robert Murray Hill, australijski polityk
  - Janusz Majer, polski wspinacz, podróżnik
  - Dirk Sterckx, belgijski i flamandzki polityk
  - Jadwiga Tryzno, polska socjolog
  - Dan Voiculescu, rumuński przedsiębiorca, polityk
- 26 września:
  - Konstantyn (Đokić), serbski biskup prawosławny
  - Farida, włoska piosenkarka (zm. 2024)
  - Mary Beth Hurt, amerykańska aktorka
  - Louise Simonson, amerykańska scenarzystka i redaktorka komiksowa
  - Maria Szabłowska, polska dziennikarka muzyczna
  - Barbara Toruńczyk, polska publicystka, eseistka, historyk literatury
  - Christine Todd Whitman, amerykańska polityk
- 27 września:
  - Nikos Anastasiadis, cypryjski prawnik, polityk, prezydent Cypru
  - François Dunoyer, francuski aktor
  - Peter H. Kostmayer, amerykański polityk
- 28 września:
  - Bronisław Bula, polski piłkarz
  - Morinobu Endō, japoński chemik
  - Herbert Jefferson Jr., amerykański aktor
  - Jeffrey Jones, amerykański aktor
  - Brigitte Roüan, francuska aktorka, reżyserka filmowa
  - Helen Shapiro, brytyjska piosenkarka pochodzenia żydowskiego
  - Wacław Uruszczak, polski prawnik, historyk
  - Krzysztof Wodniczak, polski dziennikarz
- 29 września:
  - Michał Józefczyk, polski duchowny katolicki, działacz społeczny (zm. 2016)
  - Janusz Kaliciński(inne języki), polski operator i producent filmowy
  - Nataša Kandić, serbska pisarka i socjolożka
  - Manuel Parrado Carral, brazylijski duchowny katolicki, biskup São Miguel Paulista
- 30 września:
  - Andrzej Gołaś, polski naukowiec, polityk, prezydent Krakowa
  - Jochen Mass, niemiecki kierowca wyścigowy (zm. 2025)
  - Claude Vorilhon, francuski piosenkarz, kierowca wyścigowy, dziennikarz sportowy, założyciel Ruchu Raeliańskiego
  - Charles Barry Weitzenberg, amerykański piłkarz wodny
- 1 października:
  - Anna Bojarska, polska pisarka, eseistka, scenarzystka filmowa (zm. 2019)
  - Marian Czakański, polski ekonomista, menedżer, polityk, minister zdrowia
  - Marta Dąbrowska, polska kompozytorka, dyrygentka, muzyk
  - Dave Holland, brytyjski basista jazzowy, kompozytor
  - Ewa Kłobukowska, polska lekkoatletka, sprinterka
  - Tim O’Brien, amerykański pisarz
  - Andrzej Warzecha, polski poeta, krytyk literacki, publicysta
  - Wiesław Wójcik, polski aktor (zm. 2021)
- 2 października:
  - Sonthi Boonyaratkalin, tajski generał, polityk, premier Tajlandii
  - Waldemar Wspaniały, polski siatkarz, trener
- 3 października:
  - Wołodymyr Rybak, ukraiński polityk
  - Andrzej Zimniak, polski pisarz science fiction
- 4 października:
  - Luís Flávio Cappio, brazylijski duchowny katolicki, biskup Barry
  - Chuck Hagel, amerykański przedsiębiorca, polityk, senator ze stanu Nebraska
  - Eeva Kuuskoski, fińska polityk
  - Michael Mullen, amerykański admirał
  - Susan Sarandon, amerykańska aktorka
  - Francesco Speroni, włoski polityk
  - Franciszek Wołodźko, polski samorządowiec, marszałek województwa świętokrzyskiego
  - Stanisław Woźniak, polski generał, dyplomata
- 5 października:
  - Thomson Allan, szkocki piłkarz, bramkarz
  - Rudolf Hrušínský młodszy, czeski aktor
  - Brian Jacks, brytyjski judoka
  - Renato Serio, włoski kompozytor (zm. 2024)
  - Edward Włodarczyk, polski historyk (zm. 2021)
- 6 października:
  - Janusz Danecki, polski językoznawca, literaturoznawca, arabista, islamista, tłumacz
  - Vinod Khanna, indyjski aktor, producent filmowy, polityk (zm. 2017)
  - Andrzej Maciej Łubowski, polski malarz, pedagog
  - Nina Škottová, czeska polityk (zm. 2018)
- 7 października:
  - Nadir az-Zahabi, jordański wojskowy, polityk, premier Jordanii
  - Valeria Bufanu, rumuńska lekkoatletka, płotkarka
  - Albert Giger, szwajcarski biegacz narciarski (zm. 2021)
  - Andrzej Jaroszewicz, polski kierowca rajdowy
  - Thomas Parits, austriacki piłkarz, trener
- 8 października:
  - Jean-Jacques Beineix, francuski reżyser, scenarzysta i producent filmowy (zm. 2022)
  - Zbigniew Frączkiewicz, polski rzeźbiarz
  - Aleksandr Gorszkow, rosyjski łyżwiarz figurowy, mistrz olimpijski (zm. 2022)
  - Dennis Kucinich, amerykański polityk
  - Marek Kulisiewicz, polski muzyk, wokalista, członek zespołu Wawele
  - Lennox Miller, jamajski lekkoatleta, sprinter (zm. 2004)
  - Sumie Oinuma, japońska siatkarka
  - Walerij Riezancew, rosyjski zapaśnik
  - Doug Utjesenovic, australijski piłkarz pochodzenia serbskiego
  - Sören Wibe, szwedzki ekonomista, polityk (zm. 2010)
- 10 października:
  - Charles Dance, brytyjski aktor
  - Naoto Kan, japoński polityk
  - Jerzy Piwowar, polski siatkarz i trener siatkarski
  - Chris Tarrant, brytyjski prezenter radiowy i telewizyjny
  - Ben Vereen, amerykański aktor
- 11 października:
  - Daryl Hall, amerykański wokalista, klawiszowiec, gitarzysta, autor tekstów, producent muzyczny
  - Sawao Katō, japoński gimnastyk
  - Lee Hoe-taik, południowokoreański piłkarz, trener
  - Kenny Cooper Sr., angielski piłkarz, trener
- 12 października:
  - Christian Debias, francuski kierowca wyścigowy (zm. 2021)
  - Gustavo Help, argentyński duchowny katolicki, biskup Venado Tuerta
  - Chris Nicholl, północnoirlandzki piłkarz, trener (zm. 2024)
  - László Sárosi, węgierski piłkarz wodny
  - Edward Scicluna, maltański ekonomista, nauczyciel akademicki, polityk
- 13 października:
  - Irmgard Griss, austriacka prawniczka i nauczyciel akademicki
  - Mirosław Krajewski, polski polityk
  - Sylvie Mayer, francuska polityk i biolog, posłanka do Parlamentu Europejskiego
- 14 października:
  - François Bozizé, środkowoafrykański polityk, prezydent Republiki Środkowoafrykańskiej
  - Pawieł Czuchraj, rosyjski aktor, reżyser, scenarzysta i operator filmowy
  - Justin Hayward, brytyjski gitarzysta, wokalista, członek zespołu The Moody Blues
  - Grażyna Langowska, polska polityk, poseł na Sejm RP (zm. 2009)
  - Dan McCafferty, brytyjski wokalista, członek grupy Nazareth (zm. 2022)
  - Craig Venter, amerykański biotechnolog, biolog, przedsiębiorca
- 15 października:
  - Richard Carpenter, amerykański muzyk, kompozytor, wokalista, członek duetu The Carpenters
  - John Getz, amerykański aktor
  - Ryszard Łukasik, polski admirał floty (zm. 2021)
  - Óscar Ojea, argentyński duchowny katolicki, biskup San Isidro
  - Janusz Pietkiewicz, polski impresario, animator kultury, samorządowiec
  - Teresa Zarzeczańska-Różańska, polska pływaczka (zm. 2023)
- 16 października:
  - Jan Bagiński, polski duchowny katolicki
  - Robert Bringhurst, kanadyjski poeta
  - Ireneusz Kubiaczyk, polski matematyk
  - Carlos Ott, urugwajski architekt
  - Suzanne Somers, amerykańska aktorka, scenarzystka i producentka filmowa (zm. 2023)
- 17 października:
  - Jan Kavan, czeski polityk, dyplomata
  - Cameron Mackintosh, brytyjski producent musicali
  - Adam Michnik, polski historyk, dziennikarz, publicysta, eseista pochodzenia żydowskiego
  - Bob Seagren, amerykański lekkoatleta, tyczkarz
  - Wiktor Trietjakow, rosyjski skrzypek
  - Wolfgang Welsch, niemiecki filozof, historyk sztuki
- 18 października:
  - Barry Gifford, amerykański prozaik, poeta, scenarzysta filmowy
  - Howard Shore, kanadyjski kompozytor, twórca muzyki filmowej
- 19 października:
  - Jürgen Croy, niemiecki piłkarz, bramkarz, trener
  - Robert Hue, francuski polityk komunistyczny
  - Andrzej Krasiński, polski fizyk
  - Philip Pullman, brytyjski pisarz, wykładowca
- 20 października:
  - Jacek Baran, polski wokalista, gitarzysta, harmonijkarz, perkusjonalista
  - Lucien Van Impe, belgijski kolarz
  - Elfriede Jelinek, austriacka pisarka i feministka, laureatka Nagrody Nobla
  - Wiesława Lech, polska gimnastyczka
- 21 października – Marek Drewnowski, polski pianista i dyrygent
- 22 października:
  - Mike Butler, amerykański koszykarz (zm. 2018)
  - Deepak Chopra, indyjski lekarz, pisarz, filozof
  - Richard McGonagle, amerykański aktor
- 23 października – Mel Martinez, amerykański polityk, senator ze stanu Floryda
- 24 października – Władysław Stępień, polski związkowiec, polityk, poseł na Sejm RP
- 25 października:
  - Elías Figueroa, piłkarz chilijski
  - Janusz Gajowniczek, polski pisarz
  - Atilano Rodríguez Martínez, hiszpański duchowny katolicki, biskup Sigüenzy-Guadalajary
- 26 października:
  - Luis Alberto Fernández, argentyński duchowny katolicki, biskup Rafaeli
  - Pat Sajak, amerykański prezenter telewizyjny pochodzenia polskiego
  - Danuta Waniek, polska polityk, poseł na Sejm RP
- 27 października:
  - Eugeniusz Banachowicz, polski kompozytor
  - Paul Haddacks, brytyjski wiceadmirał, polityk
  - Peter Martins, duński tancerz, choreograf i baletmistrz
  - Maciej Petruczenko, polski dziennikarz sportowy (zm. 2025)
  - Ivan Reitman, kanadyjski aktor, reżyser i producent filmowy pochodzenia słowackiego (zm. 2022)
  - Magdalena Rezler, polska skrzypaczka i pedagog
  - Andrzej Urbańczyk, polski dziennikarz, polityk, poseł na Sejm RP (zm. 2001)
- 28 października:
  - Jan Domarski, polski piłkarz
  - Niels Fredborg, duński kolarz torowy
  - John Hewson, australijski ekonomista, polityk
  - Wim Jansen, holenderski piłkarz, trener (zm. 2022)
- 29 października:
  - Ángel Bargas, argentyński piłkarz, trener
  - Oliver Bendt(inne języki), niemiecki piosenkarz i aktor, lider grupy Goombay Dance Band
  - Peter Green, brytyjski gitarzysta, członek zespołu Fleetwood Mac (zm. 2020)
  - Oscar Más, argentyński piłkarz
  - Vahidin Musemić, bośniacki piłkarz (zm. 2023)
  - Mohammad Rejszahri, irański duchowny szyicki, polityk (zm. 2022)
  - Borisław Welikow, bułgarski chemik, polityk
- 30 października:
  - Włodzimierz Antkowiak, polski malarz, poeta, prozaik
  - Glen Combs, amerykański koszykarz
  - René Jacobs, belgijski śpiewak operowy (kontratenor), dyrygent
  - Marian Kwiatkowski, polski polityk, rolnik, przedsiębiorca, senator III kadencji, poseł na Sejm IV kadencji
  - Robert Lee Gibson, amerykański astronauta
  - Chris Slade, brytyjski perkusista, członek zespołów: Manfred Mann’s Earth Band, Asia, Uriah Heep, The Firm i AC/DC
  - Kazimierz Tischner, polski działacz społeczny i oświatowy
- 31 października:
  - Wojciech Kamiński, polski pianista, organista, kompozytor i aranżer
  - Stephen Rea, irlandzki aktor
- 1 listopada:
  - Dennis Muren, amerykański specjalista ds. efektów specjalnych
  - Jean-Paul Villain, francuski lekkoatleta, długodystansowiec
- 2 listopada:
  - Alan Jones, australijski kierowca wyścigowy, komentator telewizyjny
  - Louis Sankalé, francuski duchowny katolicki, biskup Nicei
- 3 listopada – Tom Savini, amerykański aktor, kaskader i reżyser
- 4 listopada:
  - Elżbieta Bednarczuk, polska strzelczyni sportowa
  - Laura Bush, żona prezydenta Stanów Zjednoczonych George’a W. Busha
  - Frederick Elmes, amerykański operator filmowy
  - Andrzej Krakowski, polsko-amerykański producent filmowy, scenarzysta i reżyser
  - Marek Lewandowski, polski aktor
- 5 listopada:
  - Caroline Jackson, brytyjska polityk
  - Benedito Roberto, angolski duchowny katolicki, arcybiskup Malanje (zm. 2020)
- 6 listopada:
  - Sally Field, amerykańska aktorka
  - Dieter Zembski, niemiecki piłkarz
- 7 listopada:
  - Brian Beirne, amerykański prezenter radiowy
  - Nikołaj Chromow, rosyjski trener boksu
  - Jerzy Schejbal, polski aktor
- 8 listopada:
  - Guus Hiddink, holenderski trener piłkarski
  - Janusz Limon, polski lekarz
  - Yvon Neptune, polityk haitański, premier Haiti
  - Roy Wood, brytyjski piosenkarz i kompozytor
- 9 listopada:
  - Stanisław Bielecki, polski chemik, wykładowca akademicki
  - Park Cheong-sam, południowokoreański judoka
  - Roman Runowicz, polski muzyk rockowy, gitarzysta, wokalista, kompozytor, autor tekstów, malarz, rysownik, lider zespołu Romuald i Roman.
- 10 listopada:
  - Roy Thomas Baker, brytyjski producent muzyczny (zm. 2025)
  - Jack Ketchum, amerykański pisarz (zm. 2018)
  - Hannes Swoboda, austriacki polityk
- 11 listopada:
  - Michele Maffei, włoski szablista
  - Władimir Sołowjow, rosyjski kosmonauta
- 12 listopada:
  - Hanna Ereńska-Barlo, polska szachistka
  - Krister Henriksson, szwedzki aktor
  - Peter Milliken, kanadyjski polityk
  - Keith Mitchell, grenadyjski polityk, premier Grenady
- 13 listopada:
  - Stanisław Barańczak, polski poeta, tłumacz (zm. 2014)
  - Adolfo González Montes, hiszpański duchowny katolicki, biskup Almeríi
  - Ian Sharp, brytyjski reżyser filmowy
  - Mike Tagg, brytyjski lekkoatleta, długodystansowiec
- 14 listopada:
  - Roland Duchâtelet, belgijski przedsiębiorca, polityk
  - Edmund Jagiełło, polski chirurg, polityk, poseł na Sejm i senator RP (zm. 2020)
  - Sacheen Littlefeather, amerykańska aktywistka (zm. 2022)
- 15 listopada:
  - Jerzy Adamek, polski zapaśnik, trener (zm. 2017)
  - Giovanni Bramucci, włoski kolarz szosowy (zm. 2019)
  - Cemil Çiçek, turecki polityk
- 16 listopada:
  - Wolfgang Kleff, niemiecki piłkarz, bramkarz
  - Terence McKenna, amerykański pisarz, filozof (zm. 2000)
  - Ole Olsen, duński żużlowiec
  - Luís Ribeiro Pinto Neto, brazylijski piłkarz (zm. 2022)
  - Kazimierz Szczygielski, polski geograf, polityk, poseł na Sejm RP (zm. 2019)
  - Jo Jo White, amerykański koszykarz (zm. 2018)
- 17 listopada:
  - Martin Barre, brytyjski gitarzysta, członek zespołu Jethro Tull
  - Jean-Michel Baylet, francuski polityk
  - Vincenzo Bertolone, włoski duchowny katolicki
  - Anna Boroń-Kaczmarska, polska lekarka, profesor nauk medycznych
  - Terry Branstad, amerykański polityk
  - Petra Burka, kanadyjska łyżwiarka
  - Emiko Kōmaru, japońska lekkoatletka, skoczkini w dal
  - Wiesław Rudkowski, polski bokser (zm. 2016)
- 18 listopada:
  - Alan Dean Foster, amerykański pisarz
  - Károly Frenreisz, węgierski muzyk
  - Eva Klonowski, polsko-islandzka antropolog sądowa
- 19 listopada:
  - Zenon Czechowski, polski kolarz szosowy (zm. 2016)
  - Metody (Tournas), amerykański duchowny prawosławny pochodzenia greckiego, metropolita Bostonu w Greckiej Archidiecezji Ameryki
- 20 listopada:
  - Algimantas Butnorius, litewski szachista (zm. 2017)
  - Cyryl I, rosyjski duchowny prawosławny, patriarcha Moskwy i Wszechrusi
- 21 listopada:
  - Andrew Davis, amerykański reżyser, operator i producent filmowy
  - Terunobu Fujimori, japoński architekt
  - Andrzej Kozłowski, polski geolog
  - Mardiyanto, indonezyjski generał, polityk
- 22 listopada:
  - Aston Barrett, jamajski basista (zm. 2024)
  - Steve Brown, amerykański curler
  - Jarosław Jewdokimow, piosenkarz
- 23 listopada:
  - Ankie Broekers-Knol, holenderska polityk
  - Ludwig Bründl, niemiecki piłkarz
  - Michele Pennisi, włoski duchowny katolicki, arcybiskup Monreale
  - Bobby Rush, amerykański polityk, kongresmen ze stanu Illinois
- 24 listopada:
  - Roberto Chale, peruwiański piłkarz, trener (zm. 2024)
  - Minoru Kobata, japoński piłkarz
  - Barbara Kolago, polska dziennikarka, kompozytorka, muzyk
  - Jan Maciej Ptasiński, polski operator filmowy
  - Jan Ruiter, holenderski piłkarz, bramkarz
- 25 listopada:
  - Atiku Abubakar, nigeryjski polityk
  - Slim Borgudd, szwedzki kierowca wyścigowy, muzyk (zm. 2023)
- 26 listopada:
  - Mark L. Lester, amerykański reżyser i producent filmowy
  - Letizia Moratti, włoska polityk
  - Paul Robert Sanchez, amerykański duchowny katolicki
  - Adam Paweł Wojda, polski matematyk
- 27 listopada:
  - Nina Masłowa, rosyjska aktorka
  - Roland Minnerath, francuski duchowny katolicki, arcybiskup Dijon
  - Ron Rosenbaum, amerykański dziennikarz, pisarz pochodzenia żydowskiego
- 28 listopada:
  - Joe Dante, amerykański reżyser filmowy
  - Kathleen Ellis, amerykańska pływaczka
  - Nikołaj Korolkow, radziecki jeździec sportowy (zm. 2024)
  - Jeannine Oppewall, amerykańska scenografka
  - Wolfgang Rott, niemiecki hokeista na trawie
- 29 listopada:
  - Gerald Celente, amerykański analityk trendów, publicysta
  - Andrzej Cierniewski, polski piosenkarz, autor piosenek
  - Vuk Drašković, serbski prawnik, pisarz, polityk
  - Nikołaj Kisielow, rosyjski piłkarz
  - Franz Merkhoffer, niemiecki piłkarz
- 30 listopada:
  - Marina Abramović, jugosłowiańska artystka intermedialna
  - Barbara Cubin, amerykańska polityk
- 1 grudnia:
  - Jacques Botherel, francuski kolarz szosowy
  - Gilbert O’Sullivan, irlandzki piosenkarz, kompozytor, autor tekstów
  - Ladislav Petráš, słowacki piłkarz
  - Josef Žemlička, czeski historyk
- 2 grudnia:
  - Andriej Chotiejew, rosyjski pianista (zm. 2021)
  - Mark Hanson, amerykański biskup luterański
  - Anette Olsen, duńska reżyserka filmowa
  - Gianni Sartori, włoski kolarz torowy
  - Joanna Sobieska, polska aktorka
  - Gianni Versace, włoski dyktator mody (zm. 1997)
  - Franz Wurz, austriacki kierowca sportów motorowych
- 3 grudnia:
  - Anna Bernat, polska poetka, autorka tekstów piosenek i tłumaczka
  - Sammy Morgan, brytyjski piłkarz
  - Joop Zoetemelk, holenderski kolarz
- 4 grudnia – Geert Mak, holenderski pisarz, dziennikarz, historyk i prawnik
- 5 grudnia:
  - John Baptist Bashobora, ugandyjski charyzmatyk, teolog
  - José Carreras, hiszpański śpiewak operowy (tenor)
  - Mikołaj Grabowski, polski aktor, reżyser teatralny
  - Zdzisław Kamiński, polski ekonomista, dziennikarz, popularyzator nauki (zm. 1989)
  - Sarel van der Merwe, południowoafrykański kierowca wyścigowy
  - Tadeusz Sławek, polski poeta, literaturoznawca, tłumacz
  - Eva-Britt Svensson, szwedzka polityk
- 6 grudnia:
  - Lew Gudkow, rosyjski socjolog
  - Willy van der Kuijlen, holenderski piłkarz (zm. 2021)
- 7 grudnia:
  - Bogdan Lewandowski, polski polityk, poseł na Sejm RP
  - Kirsti Sparboe, norweska piosenkarka, aktorka
  - Rostislav Václavíček, czeski piłkarz (zm. 2022)
- 8 grudnia:
  - Salif Keita, malijski piłkarz (zm. 2023)
  - Marian Ostafiński, polski piłkarz, trener
  - Bärbel Podeswa, niemiecka lekkoatletka, płotkarka i sprinterka
- 9 grudnia:
  - Roman Bartoszcze, polski polityk (zm. 2015)
  - Erich Beer, niemiecki piłkarz
  - Sonia Gandhi, indyjska polityk pochodzenia włoskiego
  - Stefan Jaworski, polski prawnik, prokurator, sędzia Trybunału Konstytucyjnego
  - Jimmy Steward, honduraski piłkarz
- 10 grudnia – Bazyli (Vadić), serbski biskup prawosławny
- 11 grudnia:
  - Michał Globisz, polski piłkarz i trener
  - Susanne Kastner, niemiecka polityk
- 12 grudnia:
  - Clive Bunker(inne języki), brytyjski perkusista, członek zespołu Jethro Tull
  - Emerson Fittipaldi, brazylijski kierowca wyścigowy
  - Matthías Hallgrímsson, islandzki piłkarz
  - Jan Marek Matuszkiewicz, polski biolog
  - Suzue Takayama, japońska siatkarka
  - Renzo Zorzi, włoski kierowca wyścigowy (zm. 2015)
- 13 grudnia:
  - Władimir Bystriakow, ukraiński kompozytor muzyki filmowej
  - Aleksander Chłopek, polski nauczyciel, polityk, poseł na Sejm RP
  - Jan Kozłowski, polski biolog
  - Tom Pauling, australijski prawnik, polityk (zm. 2023)
  - Pierino Prati, włoski piłkarz (zm. 2020)
  - Tatjana Trietjakowa, rosyjska siatkarka
- 14 grudnia:
  - Antony Beevor, brytyjski historyk
  - Jane Birkin, brytyjska aktorka i piosenkarka (zm. 2023)
  - Patty Duke, amerykańska aktorka (zm. 2016)
  - Ruth Fuchs, niemiecka lekkoatletka, oszczepniczka (zm. 2023)
  - Roman Lipiński, polski duchowny ewangelicko-reformowany
  - Peter Lorimer, szkocki piłkarz (zm. 2021)
  - Jerzy Panek, polski polityk, lekarz, poseł na Sejm II kadencji (zm. 2019)
  - Stan Smith, amerykański tenisista
- 15 grudnia:
  - Carmine Appice, amerykański perkusista, członek zespołów: Vanilla Fudge i Cactus
  - Irena Grudzińska-Gross, polska historyk literatury, historyk idei, eseistka i publicystka
  - Comunardo Niccolai, włoski piłkarz (zm. 2024)
  - Piet Schrijvers, holenderski piłkarz, bramkarz (zm. 2022)
- 16 grudnia:
  - Benny Andersson, szwedzki muzyk, kompozytor, autor tekstów, członek zespołu ABBA
  - Francesco Ferrari, włoski polityk (zm. 2022)
  - Eduard Krieger, austriacki piłkarz (zm. 2019)
  - Trevor Pinnock, brytyjski dyrygent, klawesynista
  - Ian Ruff, australijski żeglarz sportowy
  - Roland Sandberg, szwedzki piłkarz
  - Debbi Wilkes, kanadyjska łyżwiarka
- 17 grudnia:
  - Claude Lechatellier, francuski kolarz szosowy
  - Eugene Levy, kanadyjski aktor
  - Suresh Oberoi, indyjski aktor
- 18 grudnia:
  - Kees Schouhamer Immink, holenderski inżynier, naukowiec, wynalazca, przedsiębiorca
  - Steven Spielberg, amerykański reżyser, scenarzysta i producent filmowy pochodzenia żydowskiego
- 19 grudnia:
  - Jacek Bromski, polski reżyser, scenarzysta i producent filmowy
  - Willie Johnston, szkocki piłkarz
  - Gregorio Martínez Sacristán, hiszpański duchowny katolicki, biskup Zamory (zm. 2019)
  - Tadeusz Suski, polski fizyk
  - Jan Szkodoń, polski duchowny, biskup pomocniczy krakowski
- 20 grudnia:
  - John Bertrand, australijski żeglarz sportowy
  - Uri Geller, izraelski iluzjonista
  - Aleksandra Kisłowa, rosyjska szachistka
  - Hannes Manninen, fiński polityk
  - John Spencer, amerykański aktor (zm. 2005)
  - Dick Wolf, amerykański producent i scenarzysta filmowy i telewizyjny
- 21 grudnia:
  - Ferenc Demjén, węgierski muzyk, wokalista, członek zespołów: Bergendy i V’Moto-Rock
  - Genowefa Jakubowska-Fijałkowska, polska poetka
- 22 grudnia:
  - Angelika Dünhaupt, niemiecka saneczkarka
  - Henryk Jałocha, polski piłkarz, bramkarz, trener
  - Patrick Russel, francuski narciarz alpejski
- 23 grudnia:
  - Flemming Ahlberg, duński piłkarz
  - Edita Gruberová, słowacka śpiewaczka operowa (sopran koloraturowy) (zm. 2021)
  - Susan Lucci, amerykańska aktorka
- 24 grudnia:
  - Jan Akkerman, holenderski gitarzysta, członek zespołu Focus
  - Roselyne Bachelot, francuska polityk
  - Philippe Clerc, szwajcarski lekkoatleta, sprinter
  - Inge Ejderstedt, szwedzki piłkarz
  - Erwin Pröll, austriacki polityk
  - Jeff Sessions, amerykański polityk, senator ze stanu Alabama
  - Patrick Vial, francuski judoka
  - Andrew Yao, amerykański informatyk pochodzenia chińskiego
- 25 grudnia:
  - Reinhard Rauball, niemiecki polityk
  - Jerzy Sztwiertnia, polski reżyser (zm. 2025)
- 26 grudnia:
  - Stanisław Jałowiecki, polski polityk, poseł do Parlamentu Europejskiego
  - Marinus Wagtmans, holenderski kolarz
- 27 grudnia:
  - Rich Jones, amerykański koszykarz
  - Lenny Kaye, amerykański gitarzysta, kompozytor
  - Joe Kinnear, irlandzki piłkarz, trener (zm. 2024)
  - Maciej Parowski, polski pisarz, krytyk i wydawca fantastyki naukowej (zm. 2019)
- 28 grudnia:
  - Mike Beebe, amerykański polityk
  - Jerzy Müller, polski nauczyciel, związkowiec, polityk, poseł na Sejm RP
  - Salvatore Muratore, włoski duchowny katolicki, biskup Nicosii
  - Elefterios Pupakis, grecki piłkarz, bramkarz
- 29 grudnia:
  - Marianne Faithfull, brytyjska piosenkarka, autorka tekstów, aktorka (zm. 2025)
  - Tim Johnson, amerykański polityk, senator ze stanu Dakota Południowa (zm. 2024)
  - Ryszard Polak, polski piłkarz, trener
- 30 grudnia:
  - Nina Bahinska, białoruska aktywistka praw człowieka
  - Marc Forné Molné, andorski polityk, premier Andory
  - Rick Hill, amerykański polityk
  - Mario Pérez Guadarrama, meksykański piłkarz, trener
  - Marek Przybylik, polski dziennikarz, nauczyciel akademicki, samorządowiec
  - Patti Smith, amerykańska piosenkarka, autorka piosenek, poetka
  - Berti Vogts, niemiecki piłkarz, trener
- 31 grudnia:
  - Diane von Fürstenberg, belgijska projektantka mody żydowskiego pochodzenia
  - Robert Morlino, amerykański duchowny katolicki pochodzenia włoskiego, biskup Madison (zm. 2018)
  - Dewey Tomko, amerykański pokerzysta
- data dzienna nieznana: 
  - Georges Minois, francuski historyk, autor książek popularnonaukowych
  - Jan Skuratowicz, polski historyk sztuki (zm. 2024)
  - Andrzej Leon Sowa, polski historyk
  - Annemarie Wildeisen, szwajcarska dziennikarka
  - Zygmunt Zdrojewicz, polski lekarz endokrynolog

## Zdarzenia astronomiczne
- W tym roku Słońce osiągnęło lokalne maksimum aktywności.

## Nagrody Nobla
- z fizyki – Percy Bridgman
- z chemii – James Sumner, John Northrop, Wendell Stanley
- z medycyny – Hermann Muller
- z literatury – Hermann Hesse
- nagroda pokojowa – Emily Greene Balch, John Raleigh Mott

## Święta ruchome
- Tłusty czwartek: 28 lutego
- Ostatki: 5 marca
- Popielec: 6 marca
- Niedziela Palmowa: 14 kwietnia
- Pamiątka śmierci Jezusa Chrystusa: 16 kwietnia
- Wielki Czwartek: 18 kwietnia
- Wielki Piątek: 19 kwietnia
- Wielka Sobota: 20 kwietnia
- Wielkanoc: 21 kwietnia
- Poniedziałek Wielkanocny: 22 kwietnia
- Wniebowstąpienie Pańskie: 30 maja
- Zesłanie Ducha Świętego: 9 czerwca
- Boże Ciało: 20 czerwca